# Vehículo de combustible flexible

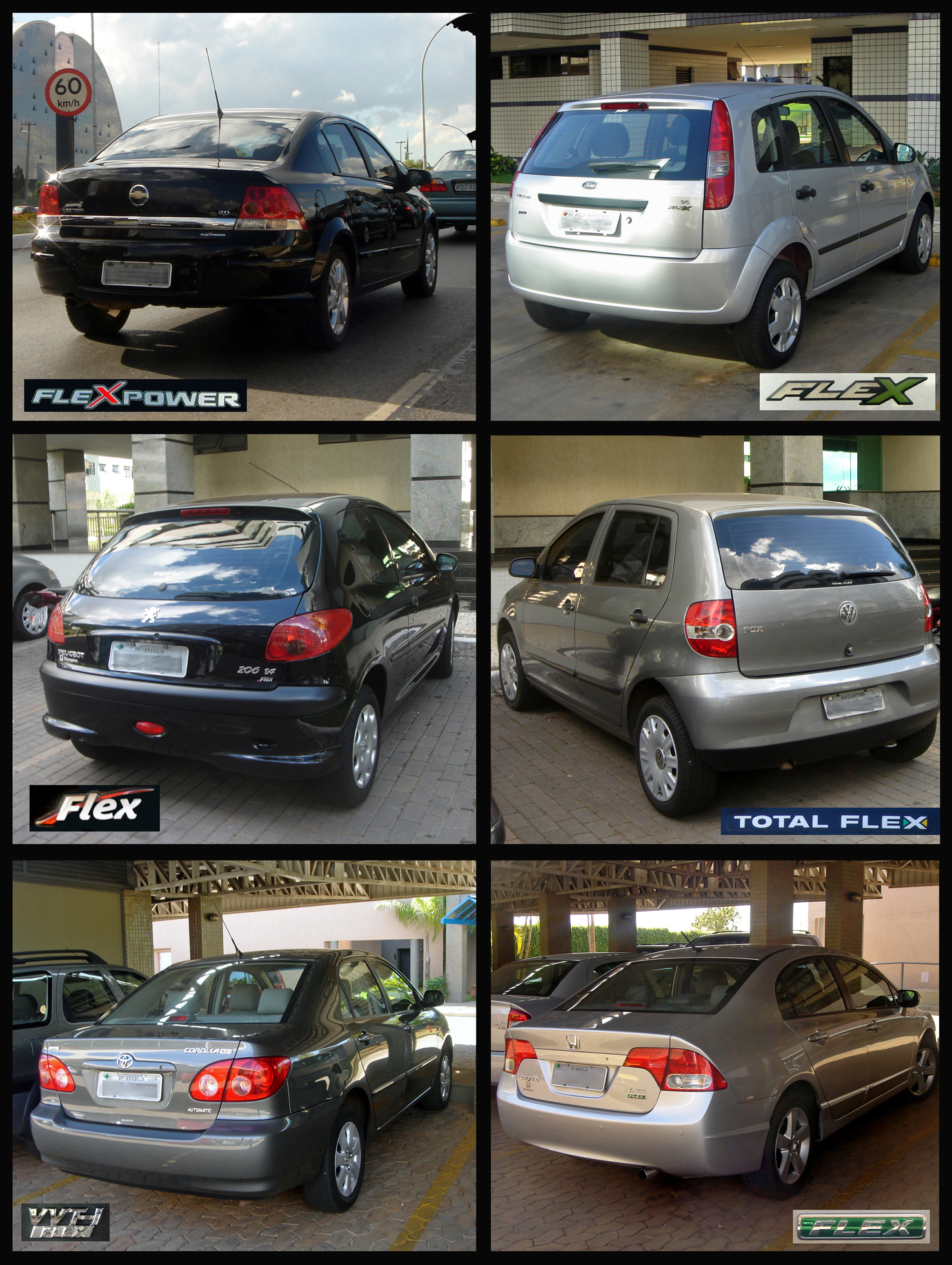
Modelos típicos de automóvil brasileño de combustible flexible de varios fabricantes, llamados carros "flex", que funcionan con cualquier mezcla de gasolina E20/E25 y etanol (E100).

El vehículo de combustible flexible o "vehículo de dos combustibles" es fabricado con un motor de combustión interna convencional de cuatro tiempos (Ciclo Otto) o diésel que tiene la capacidad de utilizar dos combustibles alternativamente ubicados en diferentes depósitos.
El tipo de vehículo flexible más común disponible en el mercado mundial, y más antiguo, es el dotado de un motor que acepta tanto gasolina como gas propano de manera alternativa y que fue muy utilizado en los taxis.

Aunque existen en Europa sistemas comerciales para que los motores diésel utilicen aceites vegetales o diésel en cualquier proporción de mezcla estos sistemas no se montan en vehículos de serie por diferentes motivos técnicos y políticos.

A 2015, también se encuentran otras combinaciones como los que funcionan con gasolina y etanol alternativamente o bien mezclados en cualquier proporción (aunque si la mezcla se hace en el depósito, y este es único, ya no sería "combustible dual" propiamente dicho) y que quema a ambos en la cámara de combustión simultáneamente, para lo cual la inyección de combustible es ajustada automáticamente por sensores electrónicos que detectan la proporción presente en la mezcla de los dos combustibles. En el caso de la tecnología brasileña, se desarrolló un software que hizo innecesario el uso de sensores adicionales para realizar este ajuste.
A la década de 2010, comercialmente solo son vendidos automóviles y vehículos de carga liviana para operar con el motor flexible de etanol. También han sido desarrollados vehículos flexibles que funcionan con metanol como combustible, conocidos como M85, utilizados en programas demostrativos en varios países, pero principalmente en California. Hasta 2009 circulaban en el mundo más de 19 millones de vehículos flexibles usando etanol como combustible, principalmente en Brasil (9,3 millones), Estados Unidos (alrededor de 9,0 millones), Canadá (600 mil) y Europa, liderada por Suecia (181.458). Además, en 2009 se vendieron 183.375 motocicletas flex-fuel en Brasil.
Aunque la tecnología actual permite que los vehículos flex a etanol funcionen con cualquier proporción de gasolina sin plomo y etanol, en los Estados Unidos y Europa los motores son optimizados para operar con una mezcla máxima de etanol anhidro del 85% (E85). Este límite es fijado en la práctica para evitar problemas de arranque con el motor frío durante temporadas o lugares con clima frío, y el contenido de etanol es reducido durante el invierno para E70 en Estados Unidos y para E75 en Suecia. Brasil, con un clima más caliente, desarrolló y comercializa vehículos capaces de operar con cualquier mezcla de etanol hasta un 100% de etanol hidratado (E100), sin embargo, como la gasolina pura no se vende en el país desde 1993, los vehículos flex brasileños realmente operan con cualquier mezcla de gasohol E20 a E25 hasta E100. Para evitar problemas de arranque en clima frío, los vehículos flex fabricados en Brasil cuentan con un pequeño tanque auxiliar que almacena gasolina y que es inyectada para el arranque en frío cuando la temperatura ambiente es inferior a 15 °C. La tercera generación de motores flex lanzados en 2009 permiten prescindir del tanque auxiliar para el arranque en frío.

## Terminología

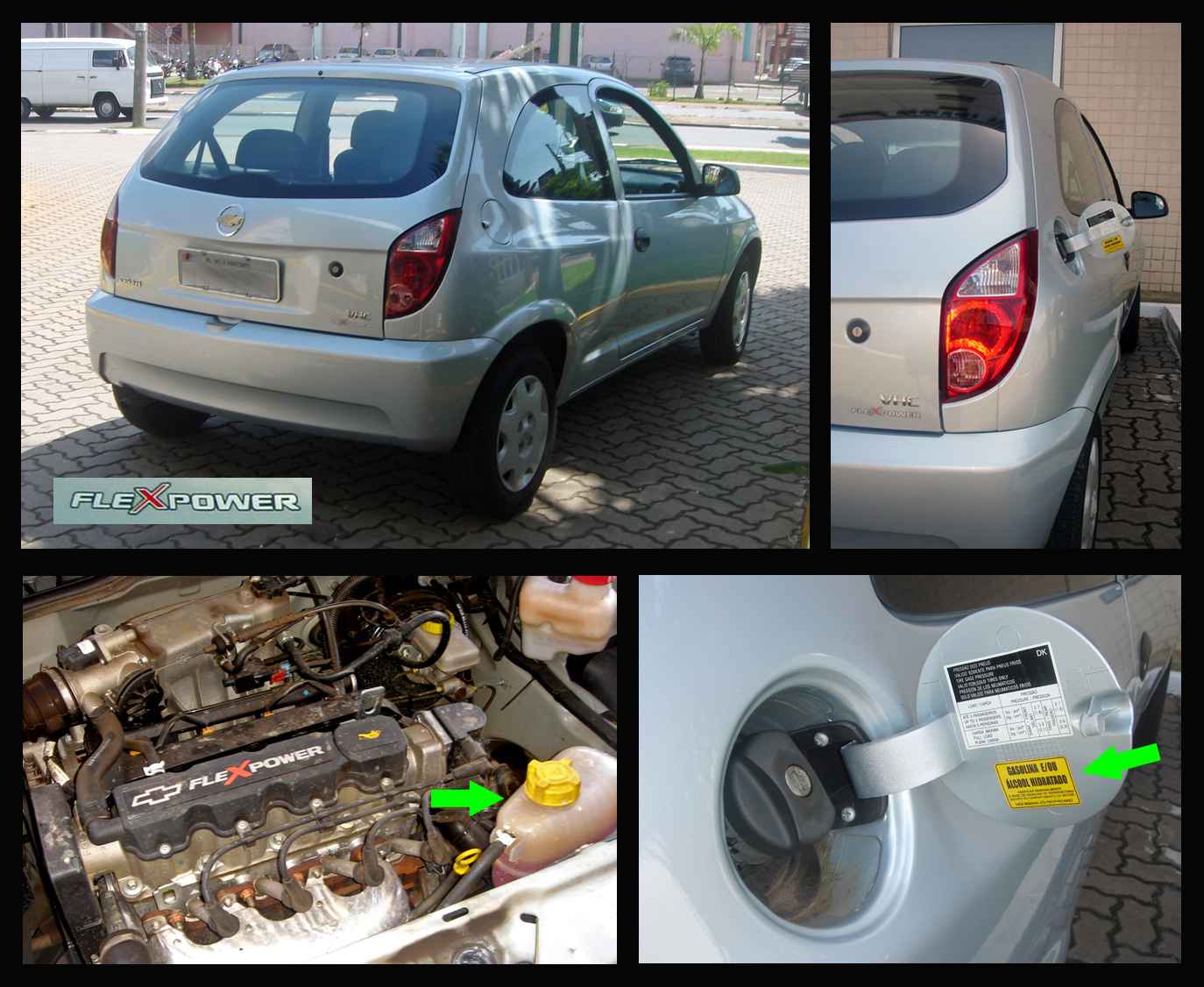
En Brasil Algunos vehículos de combustible flexible son identificados por un logotipo ornamental en la parte exterior del auto, una calcomanía adhesiva en la compuerta del surtidor de combustible o el logo en el motor flex.

A pesar de que también existen vehículos flex que utilizan metanol como combustible, por la amplia aceptación que han tenido en el mundo los vehículos flexibles que utilizan etanol, el uso común del término "vehículo flexible" se volvió sinónimo de vehículo flexible que usa etanol como combustible. Estos vehículo son conocidos también como "flexifuel" en Europa, como "flex-fuel" o vehículos E85 en Estados Unidos. En Brasil son popularmente conocidos como vehículos "total flex" o simplemente "flex". Los fabricantes de autos, en especial en los mercados brasileño y europeo, utilizan logotipos ornamentales o calcomanías adhesivas para identificar sus modelos de combustible flexible, con alguna variante de la palabra "flex", tales como Volvo Flexifuel, o Volkswagen Total Flex, o Chevrolet FlexPower o Renault Hi-Flex. Ford vende su modelo Focus en Europa como Flexifuel y como Flex en Brasil. En los Estados Unidos solamente los modelos más recientes utilizan el color amarillo brillante en la tapa del surtidor de combustible con las palabras "E85/Gasoline" escritas en la tapa con el propósito de diferenciar los modelos flex E85 de los vehículos que solo usan gasolina. Posteriormente GM introdujo un logotipo ornamental en la parte posterior de los vehículos con el texto "Flexfuel/E85 Ethanol".
Los vehículos de combustible flexible almacenan dos combustibles mezclados en el mismo tanque de depósito y se basan en sistemas desarrollados específicamente para dos combustibles (inglés: dual-fuel vehicle) que abastecen ambos combustibles dentro de la cámara de combustión al mismo tiempo en proporciones variables de cada combustible. Los dos combustibles más comunes utilizados en los vehículos flex disponibles comercialmente son la gasolina sin plomo y el etanol. Los vehículos flex a etanol pueden operar con gasolina pura, etanol puro E100) o cualquier combinación de los dos combustibles. El metanol también ha sido mezclado con gasolina en vehículos flex, y tales vehículos son conocidos como vehículos de combustible flexible M85, pero su uso ha sido limitado a proyectos de demostración y pequeñas flotas de órganos públicos, principalmente en California.

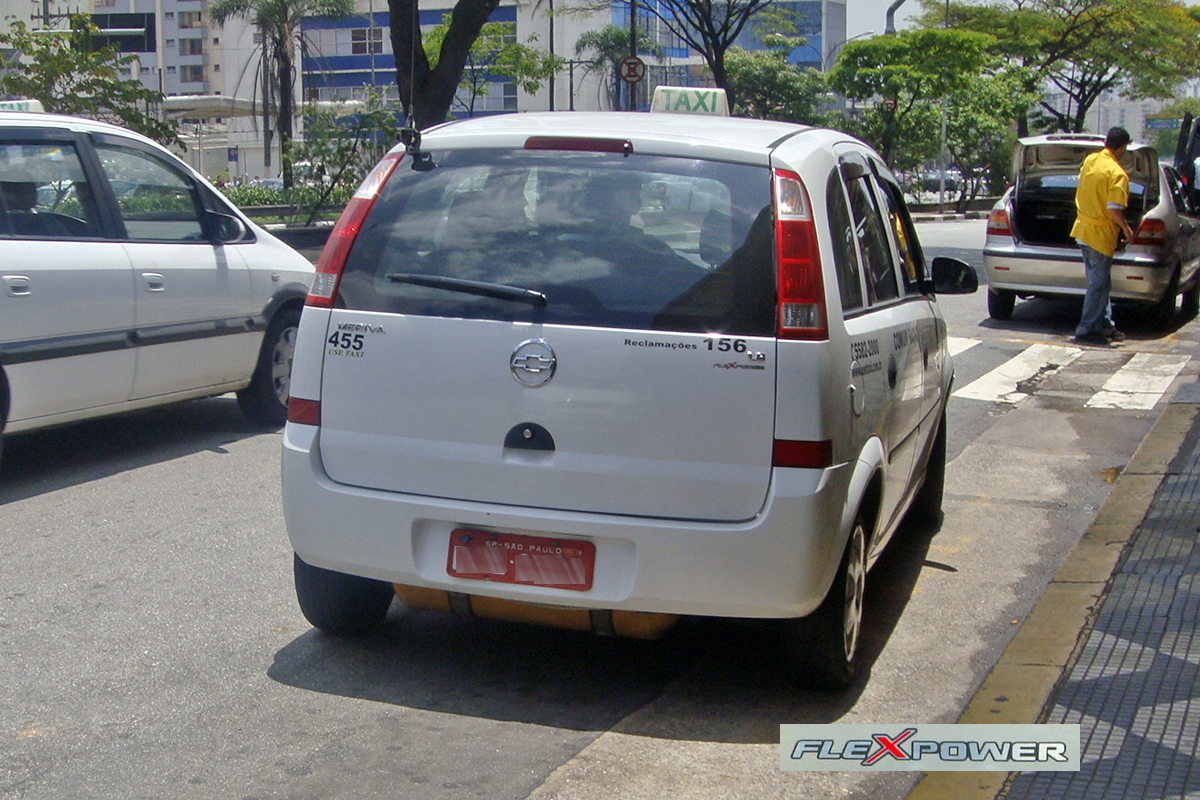
Taxi flex brasileño adpatado para operar como bicombustible con gas natural comprimido. Los cilindros del GNC están ubicados en la parte inferior trasera del vehículo.

### Bicombustible
Aunque en el uso cotidiano el vehículo de combustible flexible (inglés: dual-fuel vehicle) con frecuencia también es conocido como vehículo bicombustible, técnicamente los vehículos flex son diferentes de los vehículos dotados de motor bivalente o vehículos bicombustible (inglés: bi-fuel vehicle). En los vehículos flex los dos combustibles son mezclados en el mismo tanque e inyectados simultáneamente al motor, mientras que los vehículos bicombustible utilizan un tanque separado para cada combustible y el motor quema solo un combustible a la vez. Como segundo combustible normalmente se utiliza gas natural (GNV), gas licuado del petróleo (GLP), o hidrógeno, y durante la operación es posible intercambiar de gasolina al segundo combustible y viceversa, en forma manual o automática. El vehículo bicombustible más común utilizado en Europa, América del Sur, Pakistán, Italia, India, China e Irán es el que opera con gas natural (GNV). Argentina y Brasil son los países con las mayores flotas de bicombustibles a GNV, con 1,69 millones y 1,56 millones de vehículos en cada país respectivamente en 2008. La adaptación de vehículos con motor de gasolina a este tipo de vehículo bicombutible a gas natural es común entre los taxis de las principales ciudades de estos países.

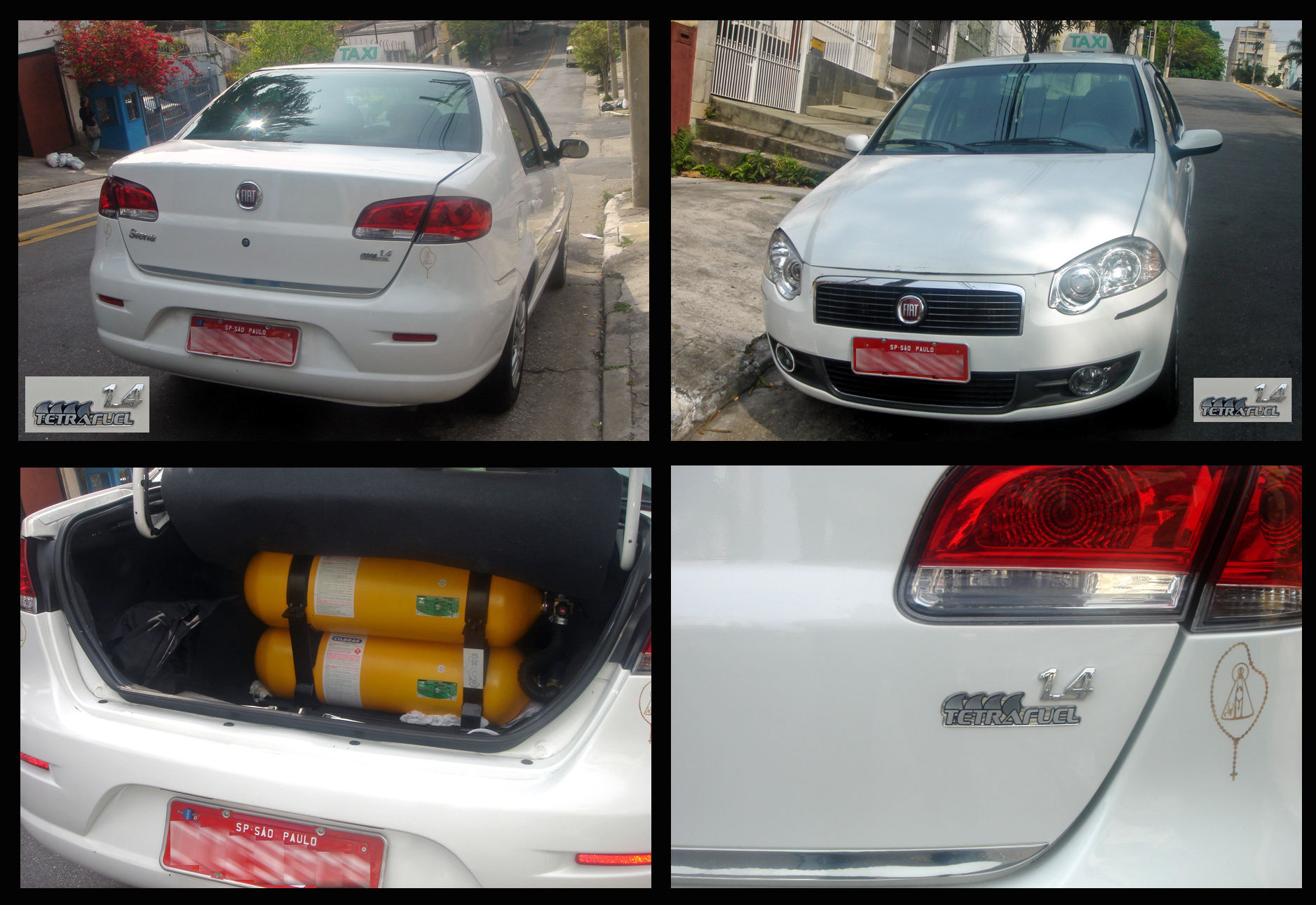
El Fiat Siena Tetrafuel 1.4 es un auto multicombustible fabricado para operar como un vehículo flex con gasolina pura, o gasohol E20 a E25, o etanol puro (E100); o como un bicombustible con CNG.

### Multicombustible
Los vehículos multicombustible son los que funcionan con más de dos combustibles. En Brasil también han sido lanzados al mercado vehículos multicombustibles que combinan la tecnología flex con el uso alternativo de gas natural. En 2004 la General Motors de Brasil introdujo el Chevrolet Astra 2.0 con un motor flex "MultiPower" diseñado para usar como combustibles el CNG, etanol puro y gasolina (E20-E25). El automóvil fue comercializado para el mercado de vehículos de servicio taxi, y la alternancia entre combustibles era realizada manualmente por medio de un interruptor. En 2006 Fiat de Brasil introdujo el Fiat Siena Tetra fuel, un vehículo capaz de operar con hasta cuatro combustibles desarrollado por Magneti Marelli de Brasil. Este automóvil puede operar como un vehículo flex con 100% de etanol hidratado (E100); o con el gasohol brasileño estándar (E-20 a E25); o con gasolina pura sin etanol (aunque no se vende en Brasil desde 1993, pero que todavía es usada en los países vecinos); o con gas natural vehicular. El Siena Tetrafuel fue fabricado para cambiar automáticamente de cualquier mezcla de gasoline o etanol a GNV, en función de la potencia requerida por las condiciones de la vía.
En Brasil también existe otra opción común entre los autos dedicados al servicio de taxi en São Paulo y Río de Janeiro, que consiste en adaptar un vehículos flex E20/E25-E100, para funcionar con gas natural (GNV). Estos vehículos tricombustible también son conocidos como carros flex bicombustible.

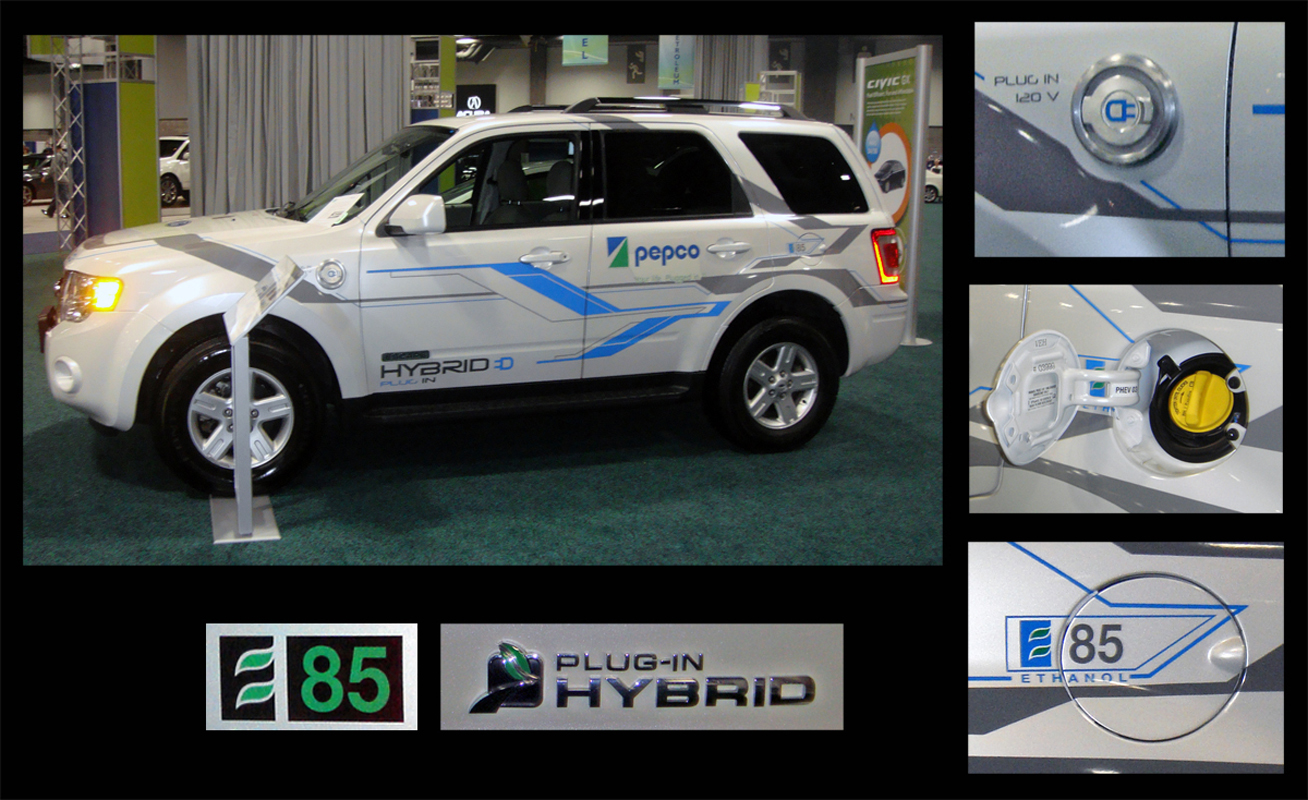
Vehículo de prueba Ford Escape Plug-in Hybrid es un híbrido enchufable de combustible flexible E85.

### Híbrido flex
El vehículo híbrido eléctrico flex y el híbrido enchufable flex son vehículos híbridos dotados con motor de combustión interna de tecnología flex capaz de operar con gasolina convencional, E85 o E100 para recargar las baterías que alimentan la energía del motor eléctrico que impulsa o se alterna en la propulsión del vehículo. Como parte de un proyecto piloto, Ford desarrolló en 2008 el primer híbrido enchufable de combustible flexible para uso del Departamento de Energía de los Estados Unidos, un Ford Escape Plug-in Hybrid, el cual utiliza combustible E85. El Chevrolet Volt de la General Motors es un automóvil híbrido de propulsión en serie que se espera sea lanzado en el mercado de Norteamérica a finales de 2010. El Volt sería el primer híbrido enchufable flex comercialmente disponible en el mundo diseñado para adaptarse a los diferentes combustibles limpios utilizadas en varios mercados mundiales, como Estados Unidos (E85), Brasil (E100) o Suecia (metanol o diésel limpio).

## Historia

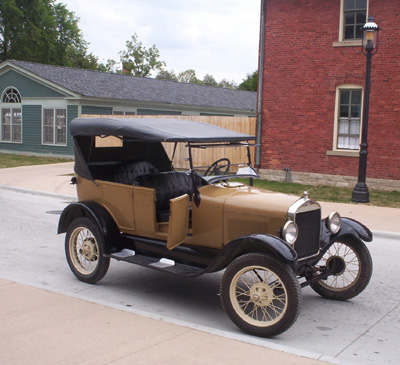
El modelo Ford T fue el primer vehículo comercial de combustible flexible. Existió una versión que permitía operar el vehículo con gasolina o etanol, o una mezcla de ambos.

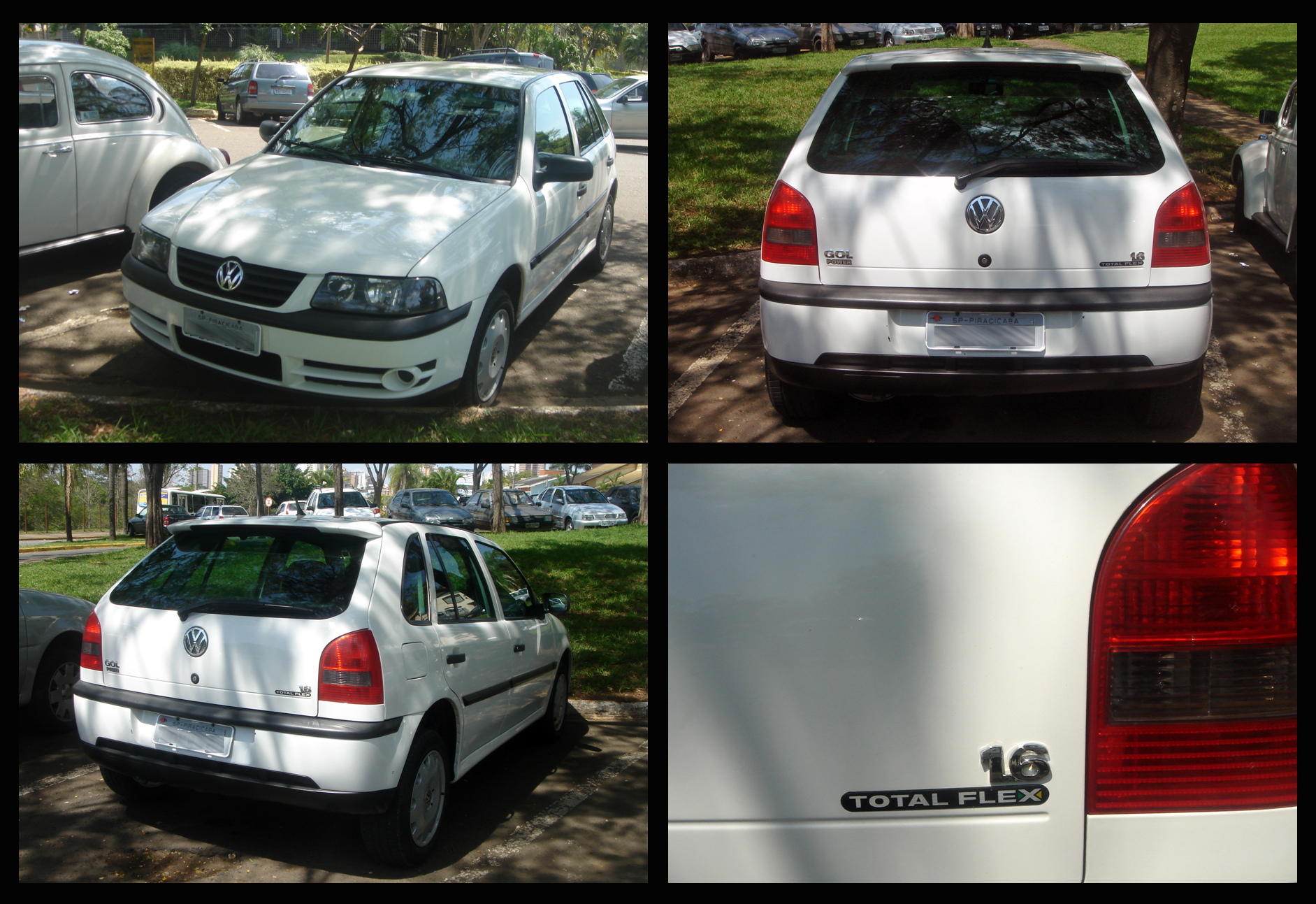
El VW Gol 1.6 Total Flex modelo 2003 fue el primer vehículo de combustible flexible producido y comercializado en Brasil, con capacidad para operar con cualquier mezcla de gasohol E20/E25 y etanol hidrato (E100).

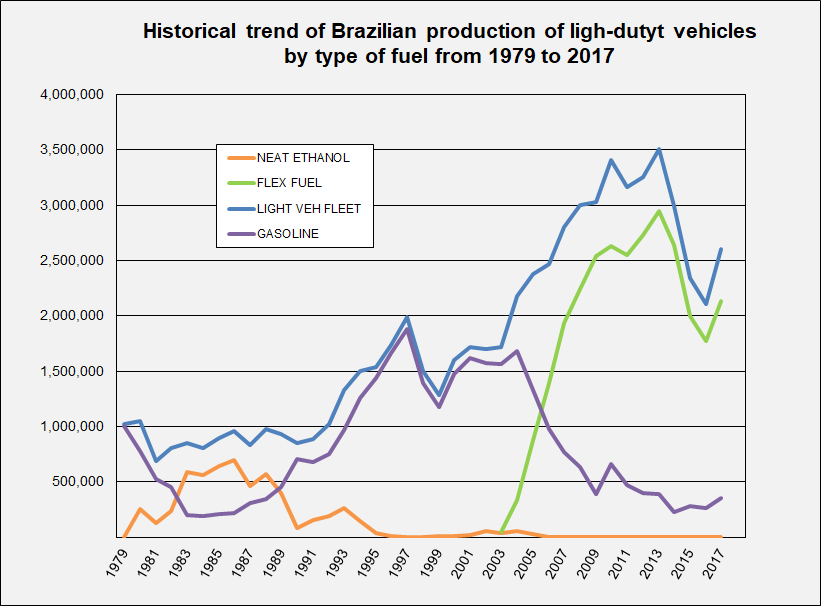
Crecimiento histórico de la producción de vehículos livianos en Brasil entre 1979 y 2017 por tipo de combustible: alcohol puro, flex y gasolina.

El primer vehículo comercial de combustible flexible vendido en el mundo fue el Ford T, producido desde 1908 hasta 1927. El auto era fabricado con un carburador de inyección ajustable que permitía el uso de gasolina, etanol o una combinación de ambos,esto fue con el objetivo de brindarle cierta libertad a los consumidores de combustible,pues Ford sabía que muchas granjas tenían la capacidad de producir Etanol con procesos de destilación,sin embargo los intereses del empresario Rockefeller eran más duros sobre el refino de petróleo y temiendo que el alcohol combustible pudiese quitarle cuota de mercado hizo denominadas acciones para poder quitar dicha competencia del mercado esto junto con la protesta puritana de Carrie Nation sobre el alcohol decidió también mover intereses y juntando ello resultó en la famosa Prohibición de los años 20,a cierto modo minando la posibilidad de poder tener la decisión de ocupar el combustible que uno deseara,empezando dicho círculo vicioso que primo en el siglo XX y parte del XXI. Otros fabricantes de vehículos también ofreceron motores capaces de operar con etanol. Henry Ford abogó por el uso del etanol como combustible para los automóviles, inclusive durante la época de la ley seca o prohibición. Sin embargo, el combustible que prevaleció fue la gasolina debido al bajo costo del petróleo, hasta que tuvo lugar la crisis del petróleo de 1973, que además de altos precios resultó en escasez de la gasolina en varios países y creó conciencia sobre los peligros de la dependencia del petróleo. Esta crisis abrió una nueva oportunidad para el uso del etanol y otros combustibles alternativos, tales como el metanol, los combustibles gasificados como el gas natural vehicular (GNV) y el gas licuado del petróleo (GLP), así como del hidrógeno. El etanol, el metanol y el gas natural GNV son los tres combustibles alternativos que recibieron mayor apoyo gubernamental, permitiendo el desarrollo de vehículos comercialmente viables en varios países del mundo.
Desde la segunda mitad de los setenta, y como respuesta a la primera crisis del petróleo, el gobierno brasileño implementó el Programa “Pró-Álcool” (portugués: "Programa Nacional do Álcool"), una iniciativa de alcance nacional financiada por el gobierno, para lograr una reducción progresiva de todos los vehículos de combustible derivado del petróleo y orientado a la sustitución de la gasolina por el etanol producido a partir de la caña de azúcar. La primera medida fue establecer la mezcla de alcohol anhidro con gasolina convencional, conocida como gasohol. Esta mezcla es utilizada desde entonces, y el contenido de etanol desde 1993 está fijado por ley para fluctuar entre E20 y E25, dependiendo de los resultados de la cosecha de caña de azúcar, el principal insumo para producir el etanol brasileño. Desde julio de 2007 está en vigencia la mezcla con 25% of alcohol (gasohol E25). En julio de 1979, y como respuesta a la segunda crisis del petróleo, fue desarrollado el primer vehículo con combustible de etanol puro, el Fiat 147.
El gobierno brasileño impulsó la industria del etanol como combustible mediante tres medidas importantes: compras garantizadas de la empresa petrolera estatal Petrobras; préstamos con intereses de bajo costo para las empresas del sector agroindustrial del etanol; y precios fijos para la gasolina y el etanol. Después de alcanzar una flota de más de 4 millones de vehículos operando con etanol puro, al final de los años ochenta el uso de vehículos E100 comenzó a declinar bruscamente debido a que aumentos en los precios del azúcar provocaron la escasez del combustible E100.
Tras extensivas investigaciones, un segundo impulso al etanol como combustible tuvo lugar en mayo de 2003, cuando la subsidiaria brasileña de Volkswagen inició la producción comercial del primer vehículo completamente flexible, el Gol 1.6 Total Flex. Varios meses después fue seguido por modelos de otros fabricantes de automóviles brasileños, y desde 2008 Chevrolet, Fiat, Ford, Peugeot, Renault, Volkswagen, Honda, Mitsubishi, Toyota y Citroën fabrican modelos populares y algunos de lujo de automóviles y vehículos de carga liviana con motor de combustible flexible, aceptando gasolina y etanol en cualquier proporción. La adopción de los vehículos flex con etanol como combustible alternativo fue tan exitosa, que la producción de vehículos flex pasó de alrededor de 40 mil unidades en 2003 a 1,7 millones en 2007. Esta rápida adopción de la tecnología flex por parte de los usuarios fue facilitada por la red de distribución de combustible existente, de 27.000 puestos de gasolina por todo el país en 1997 con por lo menos una bomba para venta de etanol, una herencia del Programa Pró-Álcool.
En los Estados Unidos, el apoyo inicial para desarrollar combustibles alternativos por parte del gobierno fue también como respuesta a la crisis del petróleo de 1973, y posteriormente, con el objetivo de mejorar la calidad del aire. El desarrollo de combustibles líquidos tuvo preferencia sobre los gaseosos no solo porque tienen una mejor densidad de energía por volumen, sino también porque son más compatibles con los sistemas de distribución de combustibles y los motores existentes, evitando así un distanciamiento de las tecnologías actuales y aprovechando los vehículos y la infraestructura existente. California fue el estado que lideró la búsqueda por alternativas sostenibles con interés particular en el metanol. Ford Motor Company y otras fabricantes automotores estadounidenses respondieron al pedido de California de desarrollar vehículos con etanol como combustible. En 1981, Ford entregó 40 vehículos Escort que funcionaban con metanol puro (M100) al Condado de Los Ángeles, sin embargo, solo cuatro estaciones de abastecimiento fueron habilitadas. El mayor reto para el desarrollo de la tecnología del vehículo con alcohol como combustible fue perfeccionar los materiales que fueran compatibles con la mayor reactividad química del combustible. El metanol fue un reto aún mayor que el etanol, pero afortunadamente, la experiencia previa de Brasil en la producción de vehículos que utilizaban etanol puro como combustible, fue transferida al metanol. El éxito de la pequeña flota experimental de vehículos M100 llevó al Estado de California a solicitar más vehículos, principalmente para la flota estatal. En 1983 Ford construyó 582 vehículos M100 vehicles, 501 fueron para California, y los restantes para Nueva Zelanda, Suecia, Noruega, Reino Unido y Canadá.

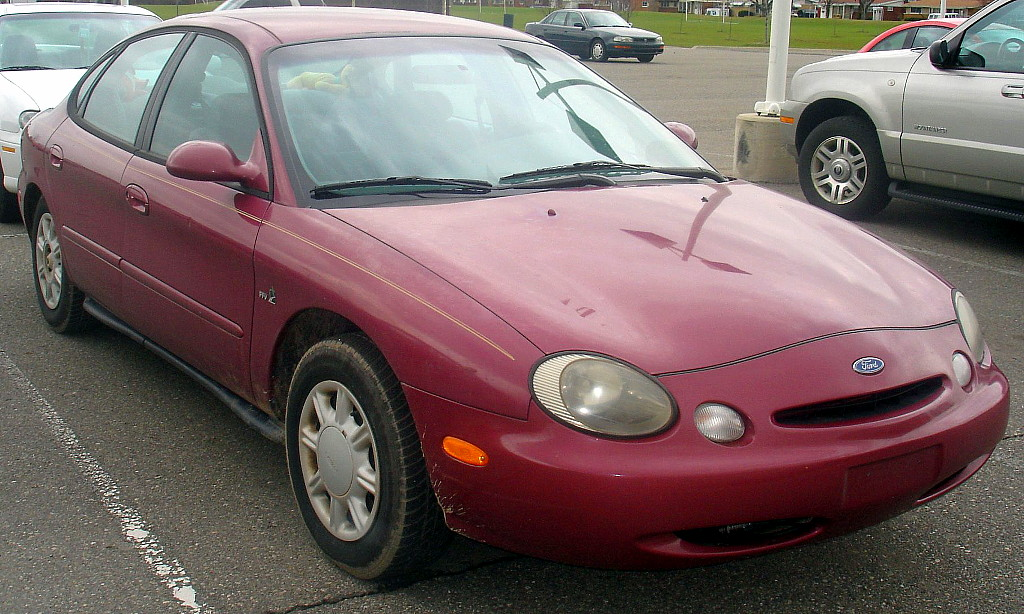
El Ford Taurus modelo 1996 fue el primer vehículo con combustible flexible producido con versiones capaces de utilizar etanol (E85) o metanol (M85), mezclados con gasolina.

Como respuesta a la falta de infraestructura para abastecer los vehículos, Ford comenzó el desarrollo de vehículos flexibles en 1982; entre 1985 y 1992, 705 vehículos flexibles experimentales fueron construidos y entregados a California y Canadá, incluyendo el Escort 1.6L, el Taurus 3.0L y el LTD Crown Victoria 5.0L. Estos vehículos podían operar con gasolina o metanol con el mismo sistema de combustible. En esa época fueron aprobadas leyes para incentivar a la industria automovilística estadounidense para iniciar la producción de vehículos flexibles, la cual comenzó en 1993 cuando Ford produjo vehículos flex M85. En 1996, el nuevo vehículo flexible Ford Taurus fue desarrollado, con versiones capaces de operar methanol o etanol mezclados con gasolina, M85 y E85 respectivamente. Esta versión de etanol del Taurus fue la primera producción comercial de los vehículos flexi E85. El impulso de los programas de producción de vehículos flexibles continuó en Estados Unidos, aunque al final de los años noventa, el énfasis se dio a la versión E85, tal y como continúa hoy en día.
El etanol fue el preferido sobre el metanol debido al gran apoyo de la comunidad de agricultores y gracias a los programas de incentivos y subsidios a la producción de maíz. Suecia también hizo pruebas con vehículos flexibles M85 y E85, sin embargo, también se impuso la prioridad de las políticas agrícolas, y al final la preferencia fue dada a los vehículos flexibles con etanol como combustible.
La demanda por el etanol producido del maíz en los Estados Unidos fue incentivada por el descubrimiento al final de los años noventa de que el methyl éter metil tert-butílico (MTBE), un aditivo oxigenante de la gasolina estaba contaminando los mantos acuíferos. Debido al riesgo de demandas legales costosas y generalizadas y gracias a la prohibición del uso de MTBE establecida en 20 estados hasta 2006, la rápida sustitución del MTBE abrió un nuevo mercado para el combustible etanol. Este cambió ocurrió en el momento en que los precios del petróleo estaban aumentando rápidamente. Como consecuencia, en 2006 casi el 50% de la gasolina utilizada en Estados Unidos contiene etanol en diferentes proporciones, y el crecimiento de la producción ha sido tan rápido que Estados Unidos se convirtió en el mayor productor de etanol del mundo, desplazando del primer lugar a Brasil en 2005. Este cambio en la demanda de combustibles también contribuyó al rápido aumento en la producción y ventas de vehículos flexibles E85 ocurrida a partir de 2002 en los Estados Unidos.

## Vehículos flex por país

### Brasil
| Año | Autos Flex fabricados | Vehículos Flex de Carga Liviana fabricados | Total de Vehículos Livianos(1) Producidos (incluyendo exportados) | Vehículos Flex como % del total de vehículos livianos* |
| --- | --------------------- | ------------------------------------------ | ----------------------------------------------------------------- | ------------------------------------------------------ |
| 2003 | 39.853                | 9.411                                      | 1.721.841                                                         | 2,9                                                    |
| 2004 | 282.706               | 49.801                                     | 2.181.131                                                         | 15,2                                                   |
| 2005 | 776.164               | 81.735                                     | 2.377.453                                                         | 36,1                                                   |
| 2006 | 1.249.062             | 142.574                                    | 2.471.224                                                         | 56,3                                                   |
| 2007 | 1.719.667             | 217.186                                    | 2.803.011                                                         | 69,1                                                   |
| 2008 | 1.984.941             | 258.707                                    | 3.004.535                                                         | 74,7                                                   |
| 2009(2) | 2.244.166             | 299.333                                    | 3.027.076                                                         | 84,0                                                   |
| Total 2003-09(2)(3) | 8.296.637             | 1.058.747                                  | 17.587.1014                                                       | 53,2                                                   |
| Fuente: ANFAVEA 2009, y 2003-08. Notas: (1) El total de vehículos livianos incluye autos y vehículos comerciales livianos con motor a gasolina, alcohol puro, flex y diésel. (2) No incluye 183.375 motocicletas flex-fuel vendidas en 2009. (3) Producción acumulada de vehículos flex hasta 2009 es 9.355.384 unidades. |                       |                                            |                                                                   |                                                        |

La industria automovilística brasileña desarrolló vehículos livianos que operan con flexibilidad en el tipo de combustible, popularmente llamados vehículos o carros flex, con motor que funciona con cualquier proporción de gasolina y etanol, sin necesidad del pequeño tanque adicional para gasolina utilizado por modelos anteriores para el arranque en frío, ni de sensores dedicados para detectar la proporción de los combustibles en la mezcla. Disponibles en el mercado a partir de 2003, estos vehículos resultaron un éxito comercial, y en marzo de 2010 la producción acumulada de carros flex alcanzó la marca histórica de 10 millones de vehículos, incluyendo automóviles y vehículos comerciales livianos, Este éxito de los vehículos flex, en conjunto con el uso obligatorio a nivel nacional de entre 20% y 25% de alcohol mezclado con gasolina convencional (gasohol E25) para los vehículos de motor a gasolina, permitieron que el consumo de etanol superase el consumo de gasolina a partir de abril de 2008.

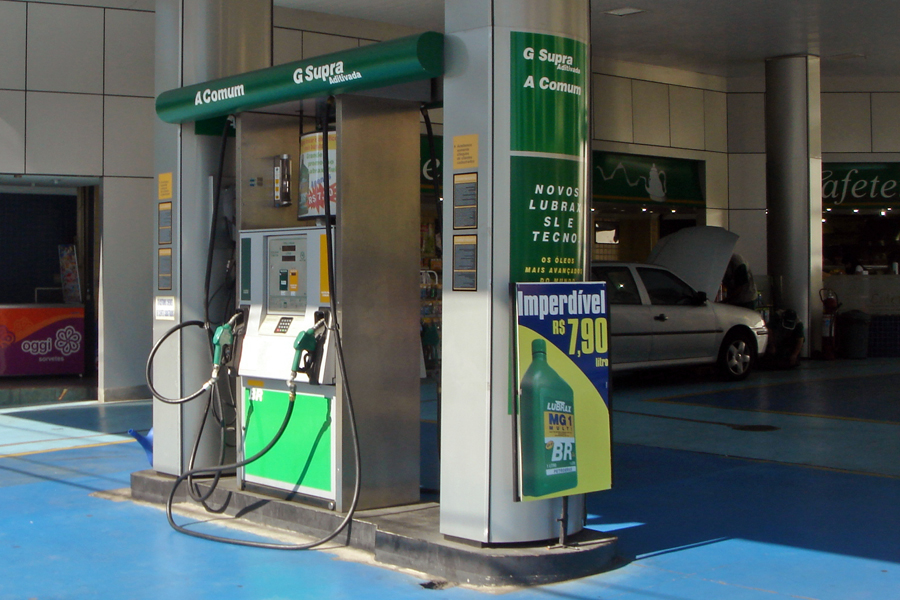
Brasil tiene etanol como combustible disponible en todo el país. Mostrada aquí una típica estación de abastecimiento de Petrobras en São Paulo con los dos combustibles disponibles, alcohol (etanol) marcado con A y gasolina con la letra G.

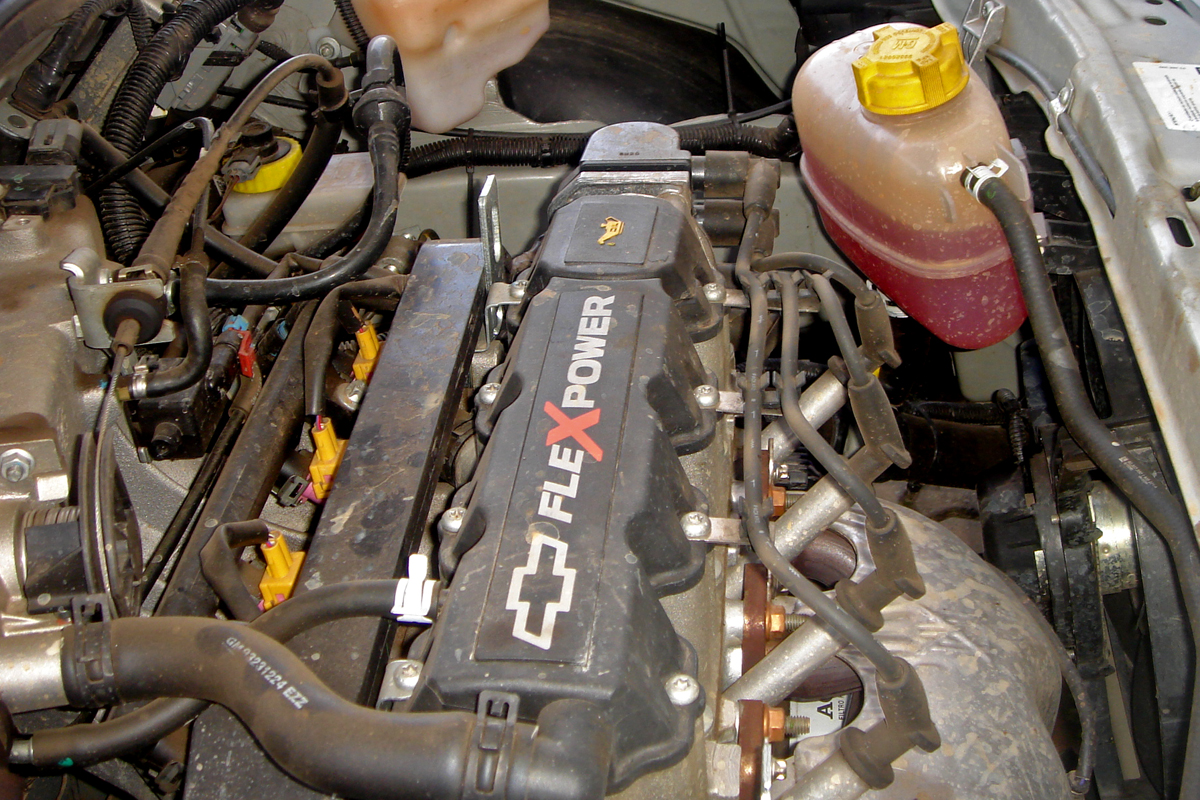
Motor flex brasileño típico con el tanque de reserva de gasolina para arranque en frío, utilizado cuando las temperaturas son inferiores a 15 ° Celsius.

La existencia de una tradición en el uso del etanol como combustible favoreció la rápida adopción de los vehículos flex en Brasil. Gracias al programa "Pró-álcool", creado como respuesta a la crisis del petróleo de 1973, el gobierno brasileño creó una serie de incentivos que permitió a la industria automovilística instalada en Brasil en aquella época - Volkswagen, Fiat, Ford y General Motors - la adaptación de los motores de los vehículos para funcionar con alcohol como combustible. El primer automóvil a funcionar con 100% de alcohol fue el Fiat 147 en 1978. Desde entonces y hasta 1986, el automóvil de alcohol ganó popularidad entre los brasileños, al punto que la mayoría de los vehículos fabricados por la industria automovilística utilizaban ese combustible. Sin embargo un fuerte alza en los precios del azúcar afectó el suministro de etanol, provocando que los vehículos movidos con alcohol se redujeran súbitamente a partir de 1990. Sin embargo, como herencia del programa "Pró-álcool", cuando se introdujeron los autos flex el país contaba con 30.000 estaciones de gasolina equipadas para dispensar etanol por todo el país.
El lanzamiento de los vehículos flex en Brasil se inició en mayo de 2003, cuando la Volkswagen montó una línea de producción para automóviles de combustible flexible, y lanzó al mercado local el Gol 1.6 "Total Flex". Dos meses después la Chevrolet ofreció en el mercado el Corsa 1.8 "Flexpower", utilizando un motor desarrollado en consorcio con la Fiat llamado "PowerTrain". En 1993 la producción de automóviles flex llegó a 39.853 autos y 9.411 vehículos comerciales livianos, y en breve otros fabricantes también lanzaron sus modelos flex. Los vehículos "flex" representaron 22% de las ventas de autos nuevos en 2004, subió para 73% en 2005, el 87,6% en julio de 2008, y alcanzaron un récord de 94% en agosto de 2009.
En 2010 los fabricantes automotrices brasileños produciendo vehículos "flex" son General Motors (Chevrolet), Fiat, Ford, Peugeot, Renault, Volkswagen, Honda, Mitsubishi, Toyota, Citroën y Nissan. Hasta diciembre de 2009 la flota de automóviles y vehículos comerciales livianos "flex" había alcanzado 9,3 millones, representando el 39% del total de la flota automotor brasileña de vehículos livianos con motor Otto. Según los resultados de dos investigaciones independientes realizadas en 2009, el 65% de la flota nacional de vehículos flex utiliza regularmente etanol como combustible, y sube para 93% entre los propietarios de carros flex en el Estado de São Paulo, que es el mayor productor de etanol del país y donde los impuestos locales son más bajo y el precio al consumidor es más competitivo que el de la gasolina.

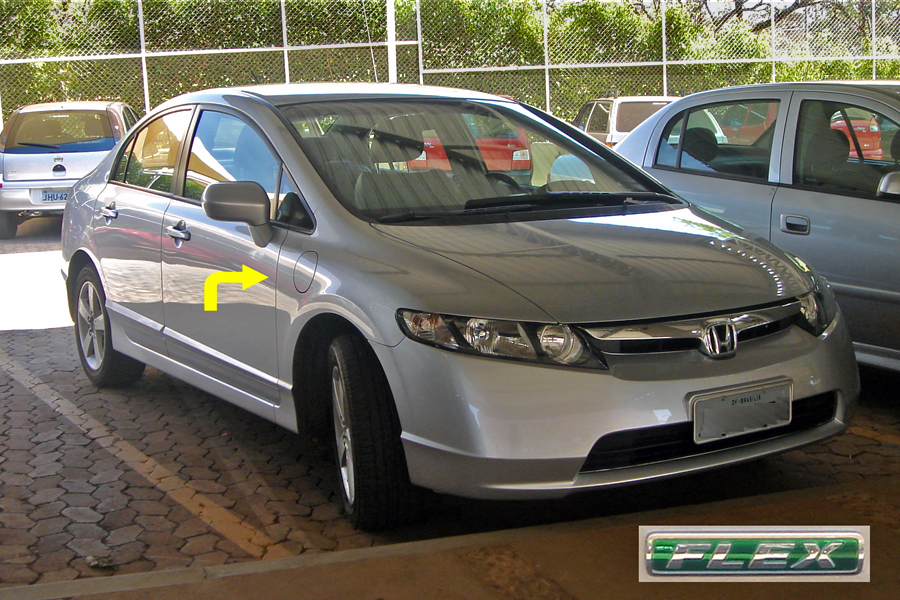
La versión brasileña del Honda Civic Flex 2008 tiene acceso exterior al tanque auxiliar de combustible en el lado delantero derecho, en el sitio mostrado por la flecha.

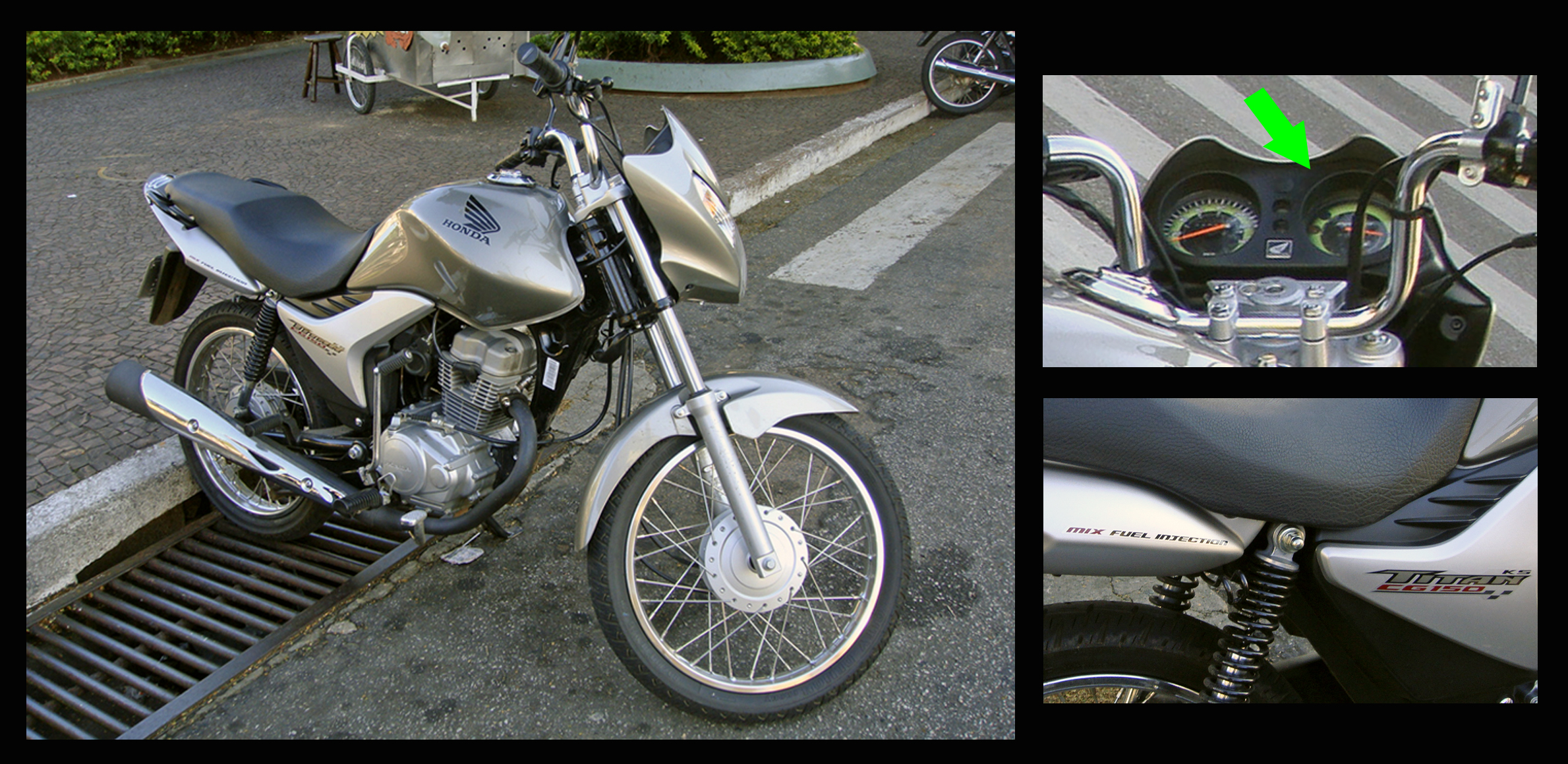
La motocicleta flex Honda CG 150 Titan Mix fue la primera de su clase en el mundo. Un luz en el panel de combustible indica el contenido mínimo de gasolina necesario para evitar problemas de arranque en frío.

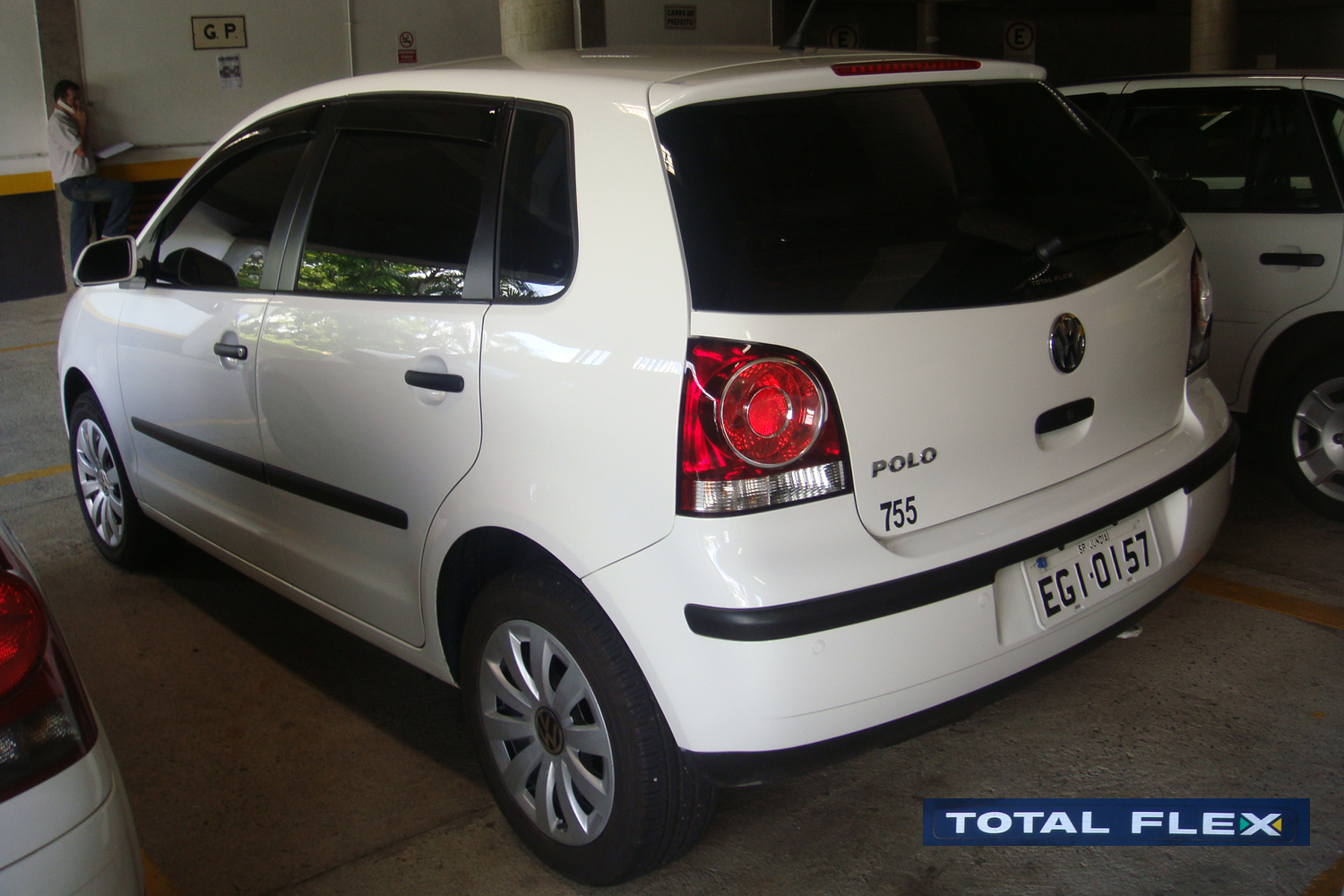
El Polo E-Flex es el primer modelo brasileño de automóvil flex sin el tanque auxiliar para el arranque en frío.

El etanol puro (E100) y las mezclas de alto contenido de etanol producen problemas de arranque en frío del motor a temperaturas inferiores a 15 ° Celsius debido a la pérdida de presión de vaporización del alcohol a bajas temperaturas. Como en las regiones central y sur de Brasil las temperaturas durante el invierno pueden llegar a ser inferiores, los vehículos flex brasileños cuentan con un pequeño tanque auxiliar que almacena gasolina pura para ser utilizada para el arranque durante clima frío. La próxima generación de motores flex a ser lanzada en 2009 permitirá eliminar la necesidad del tanque secundario al permitir el arranque en frío a temperaturas hasta de menos 5 ° Celsius, la temperatura más baja esperada en cualquier lugar del territorio brasileño. Otro avance de la nueva tecnología flex es la reducción del consumo de combustible y la reducción de emisiones contaminantes, estimadas entre 10% a 15% con respecto a los motores flex utilizados en los modelos 2008.

#### Eventos recientes
La innovación más reciente de la tecnología brasileña es el desarrollo de motocicletas de combustible flexible. En 2007 Magneti Marelli presentó la primera moto con tecnología flex, adaptada en una motocicleta brasileña Kasinski Seta 125, y con base en el "Software Fuel Sensor" (SFS) que la firma desarrolló para los automóviles flex en Brasil. Delphi Automotive Systems también presentó en 2007 su sistema de inyección "Multifuel" para uso en motocicletas. Además de la flexibilidad en la selección del combustible, un objetivo principal del desarrollo de las motos flex es reducir las emisiones de CO2 en cerca de 20%, al mismo tiempo que se esperan ahorros de combustible entre el 5% y el 10%. AME Amazonas Motocicletas anunció que iniciará ventas de su motocicleta Amazonas AME GA 300cc (G por gasolina y A por alcohol) en 2009. Este modelo utiliza la tecnología de inyección de combustible desarrollada por Delphi.
En marzo de 2009 Honda lanzó en el mercado brasileño la primera motocicleta flex del mundo. Producida por su subsidiaria brasileña Moto Honda da Amazônia, la CG 150 Titan Mix tiene un precio inicial de US$2.700. Debido a que esta motocicleta no cuenta con el tanque secundario de gasolina para el arranque en frío que se usa en los carros flex brasileños, el tanque de almacenamiento de la moto debe tener por lo menos 20% de gasolina para evitar problemas de arranque en frío a temperaturas inferiores a 15 °C. El panel de la motocicleta incluye un indicador para prevenir al conductor sobre el contenido de la mezcla etanol-gasolina presente en el tanque. Durante los primeros seis meses desde su lanzamiento la moto CG 150 Titan Mix vendió 102.782 unidades, capturando un segmento de mercado del 10,1%, lo que le permitió posicionarse en el cuarto lugar en ventas de motocicletas nuevas en el mercado brasileño para el año 2009.
También en marzo de 2009 Volkswagen do Brasil lanzó al mercado el Polo E-Flex, el primer modelo de automóvil flex sin el tanque auxiliar para el arranque en frío. El sistema "Flex Start" utilizado en el VW Polo fue desarrollado por la subsidiaria de Bosch en Brasil.
Los motores de combustible flexible brasileños están siendo diseñados con relaciones de compresión cada vez más altas, aprovechando así las mezclas con mayor contenido de etanol y maximizando los beneficios del alto contenido de oxígeno del etanol, obteniendo como resultado emisiones menores y mejorando la eficiencia en el gasto de combustible. El siguiente cuadro muestra la evolución y mejoramiento de desempeño obtenido con las diferentes generaciones de motores flex desarrollados en Brasil.
| Comparación del desempeño de varias generaciones de motores flex brasileños (los porcentajes muestran el cambio en desempeño con respecto al motor funcionando a gasolina) | Comparación del desempeño de varias generaciones de motores flex brasileños (los porcentajes muestran el cambio en desempeño con respecto al motor funcionando a gasolina) | Comparación del desempeño de varias generaciones de motores flex brasileños (los porcentajes muestran el cambio en desempeño con respecto al motor funcionando a gasolina) | Comparación del desempeño de varias generaciones de motores flex brasileños (los porcentajes muestran el cambio en desempeño con respecto al motor funcionando a gasolina) | Comparación del desempeño de varias generaciones de motores flex brasileños (los porcentajes muestran el cambio en desempeño con respecto al motor funcionando a gasolina) | Comparación del desempeño de varias generaciones de motores flex brasileños (los porcentajes muestran el cambio en desempeño con respecto al motor funcionando a gasolina) |
| Año | Relación de compresión del motor | Potencia del motor | Par motor | Aumento en la economía de combustible | Sistema de Inyección de gasolina para arranque en frío |
| --- | --- | --- | --- | --- | --- |
| 2003 | 9.0:1 a 10.5:1 | +3% | +2% | -25 a -35% | Si |
| 2006 | 11.0:1 a 12.5:1 | +7% | +5% | -25 a -30% | Si |
| 2008 | 12.0:1 a 13.5:1 | +9% | +7% | -20 a -25% | No |
| Fuente: Joseph (2007) en Royal Society (2008), "Sustainable biofuels: prospects and challenges".                                                                           | | | | | |

### Estados Unidos
| Año | Vehículos flex E85 producidos | Aumento** Vehículos Flex E85 | Flota Total de flex E85 en uso*** |
| --- | ----------------------------- | ---------------------------- | --------------------------------- |
| 1998 | 261.165                       | 171.422                      | 171.422                           |
| 1999 | 426.724                       | 357.450                      | 528.872                           |
| 2000 | 600.832                       | 528.315                      | 1.057.187                         |
| 2001 | 581.774                       | 533.458                      | 1.590.645                         |
| 2002 | 834.976                       | 793.575                      | 2.384.220                         |
| 2003 | 859.261                       | 837.357                      | 3.221.577                         |
| 2004 | 674.678                       | 670.794                      | 3.892.371                         |
| 2005 | 735.693                       | 735.693                      | 4.628.064                         |
| 2006 | 866.194                       | 866.194                      | 5.494.258                         |
| 2007 | 974.095                       | 974.095                      | 6.468.353                         |
| Ago 2008* | 793.354*                      | 793.354*                     | 7.289.9081*                       |
| Nota: * Hasta agosto de 2008. ** Aumento neto es el número de vehículos flex fabricados descontando la tasa de sobrevivencia. Fuente: US National Renewable Energy Laboratory ***En 2005 un 68%de los propietarios no eran conscientes de que su carro era flex E85, o sea que el número efectivo de vehículos usando combustible E85 es inferior a un 1/3 de la flota mostrada en la tabla. |                               |                              |                                   |

Al inicio de 2009 ya circulaban alrededor de 8 millones de vehículos flexibles con combustible E85 en los Estados Unidos, mientras que en 2005 el país tenía 5 millones de vehículos flex. El combustible E85 es utilizado en motores de gasolina modificados para aceptar esa alta proporción de etanol. La inyección del combustible es regulada por medio de un sensor instalado exclusivamente para esa tarea, el cual detecta automáticamente la cantidad de etanol presente en el combustible, permitiendo así el ajuste tanto de la inyección como de la chispa de las bujías según la mezcla presente en el tanque de gasolina.

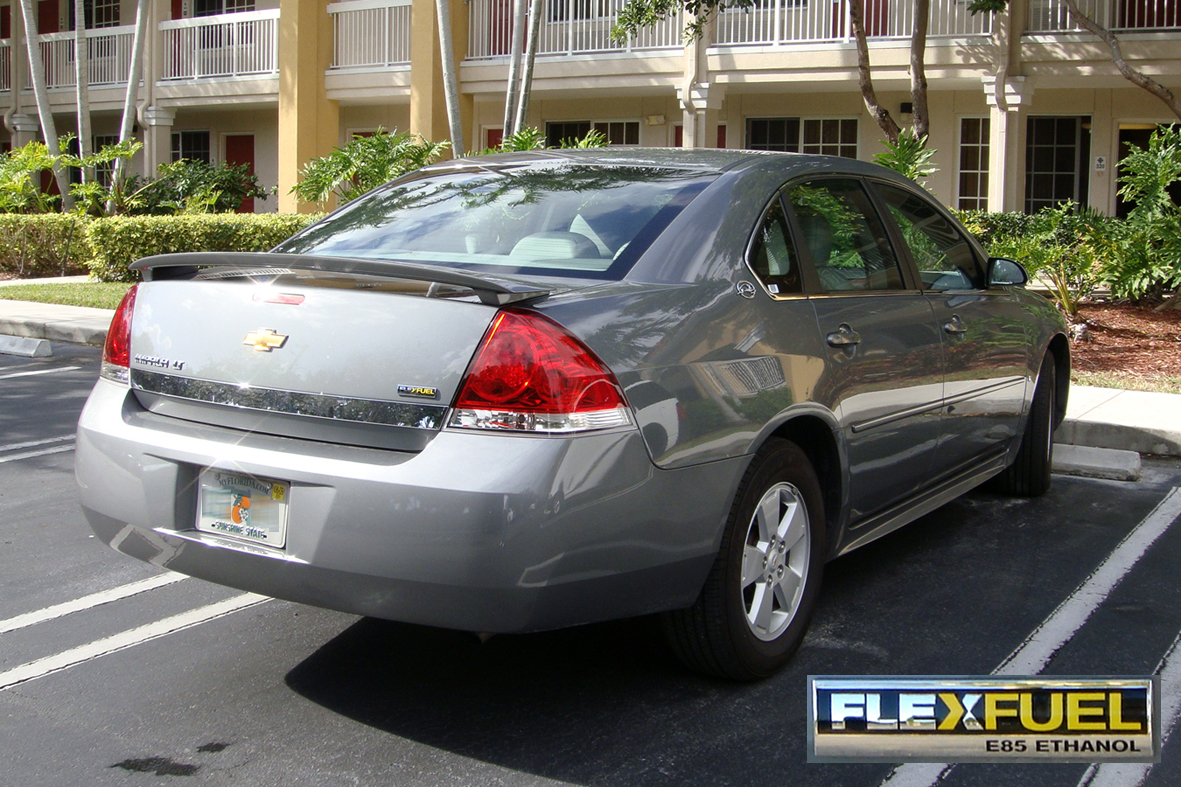
E85 FlexFuel Chevrolet Impala LT 2009.

El vehículo flexible estadounidense E85 fue desarrollado para operar con cualquier combinación de gasolina sin plomo y etanol, entre 0% y 85% de etanol por volumen. Los dos combustibles son mezclados en el mismo tanque ya que el E85 es vendido ya mezclado en esa proporción. La industria estadounidense estableció el máximo de 85% de etanol en la mezcla de combustible con el propósito disminuir las emisiones contaminantes del etanol a bajas temperaturas y para evitar problemas en el arranque del motor a temperaturas inferiores a 11 ° Celsius. En regiones de clima frío donde se alcanzan temperaturas inferiores a 0 °C, se utiliza una mezcla de invierno, vendida como E85 pero con el contenido de alcohol reducido a 70% (E70). Por ejemplo en el estado de Wyoming la mezcla E70 es vendida entre octubre y mayo. En regiones con clima extremo donde las temperaturas alcanzan menos de -15 ° Celsius, los fabricantes de autos recomiendan instalar un calentador de motor para cualquier tipo de combusble. Otra opción recomenda durante episodios de frío extremo es agregar más gasolina pura en el tanque para reducir el contenido de alcohol de la mezcla por debajo de E70 o no utilizar del todo el combustible E85 durante estos eventos climáticos extremos.

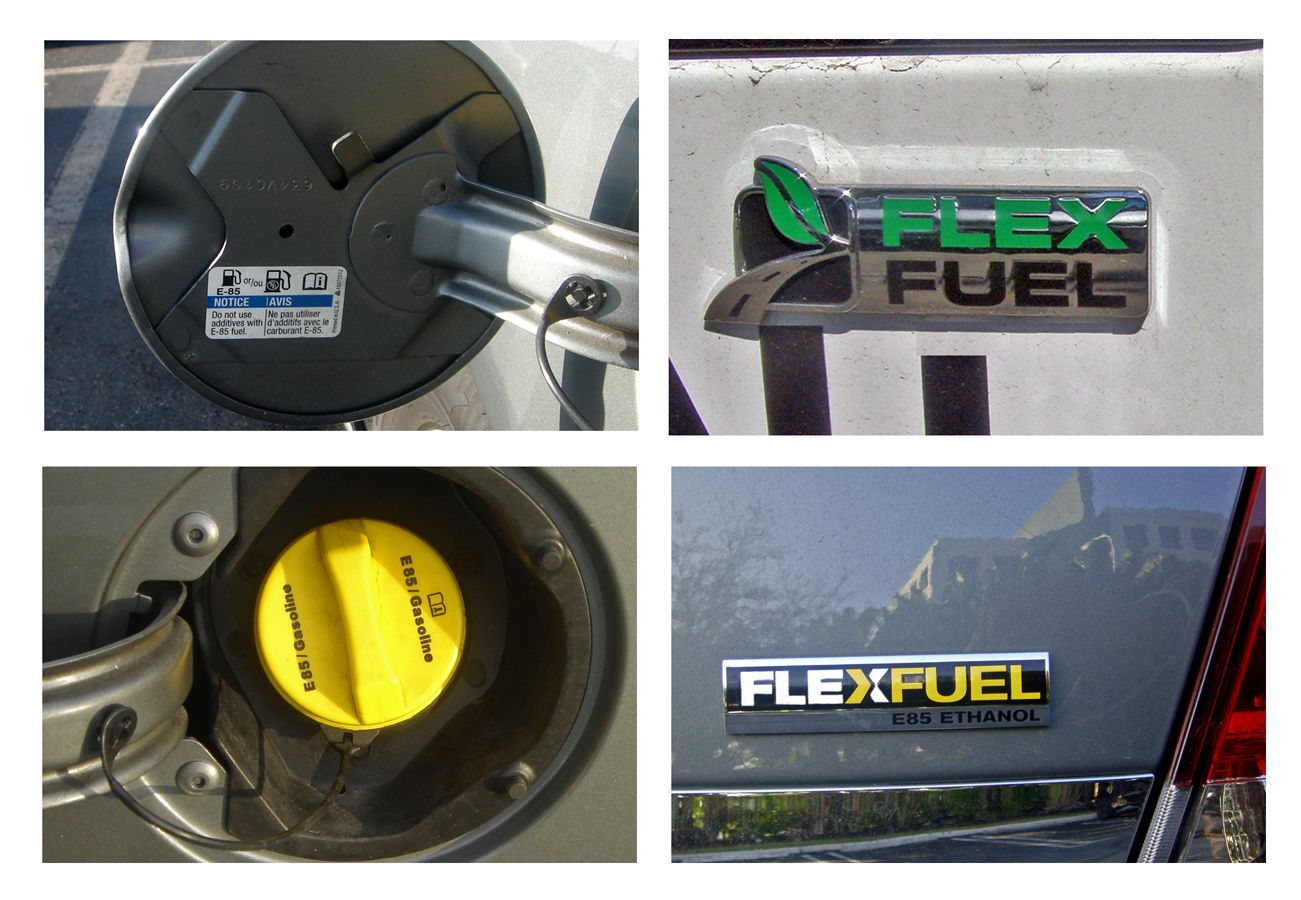
Identificaciones típicas utilizadas en EUA en los vehículos flex. Arriba izq.: pequeña calcomanía adherida en la tapa del surtidor de combustible. Abajo izq.: tapa amarillo brillante usada en modelos más recientes. A la derecha los logos ornamentales "FlexFuel" utilizados en los modelos más nuevos de la Ford (arriba) y de la GM (abajo).

Los vehículo flex E85 son más utilizados en la región Medio Oeste de Estados Unidos, donde se concentra el cultivo del maíz, el principal insumo para la producción del etanol estadounidense. También el Gobierno Federal ha utilizado vehículos de combustible flexible por muchos años. En el mercado estadounidense está disponible con la opción flex E85 casi cualquier tipo de automóvil y vehículo de carga liviana, incluyendo sedáns, furgonetas, vehículos deportivo utilitarios y pickups.
Una encuesta realizada en 2005 mostró que un 68% de los propietarios estadounidenses de vehículos flex no eran conscientes de que su automóvil era de combustible flexible E85, lo cual se debe a que no existe diferencia en la carrocería exterior ni en el precio de un vehículo de gasolina normal y un flexible. En contraste, los vehículos flex brasileños son fabricados con un logo ornamental o etiqueta colocado sobre la carrocería con alguna variante de la palabra prefijo flex, evitando cualquier confusión con los modelos de motor gasolina convencional. Algunos críticos, incluyendo el Representante Jay Inslee, han argumentado que los fabricantes de autos estadounidenses están produciendo vehículos flex E85 incentivados por un portillo en la regulación CAFE ("Corporate Average Fuel Economy"), que permite créditos en la economía de combustible fijada por cada vehículo de combustible flexible que venden, sin importar si ese vehículo en la práctica utiliza o no el combustible E85. Este portillo en la ley permite que la industria automovilística estadounidense cumpla las metas establecidas por CAFE con solo gastar de USD 100 a USD 200 por unidad, que es el costo de convertir un vehículo convencional en uno flex, sin necesidad de invertir en nueva tecnología para mejorar el rendimiento del combustible, y ahorrándose las potenciales multas en caso de incumplimiento.

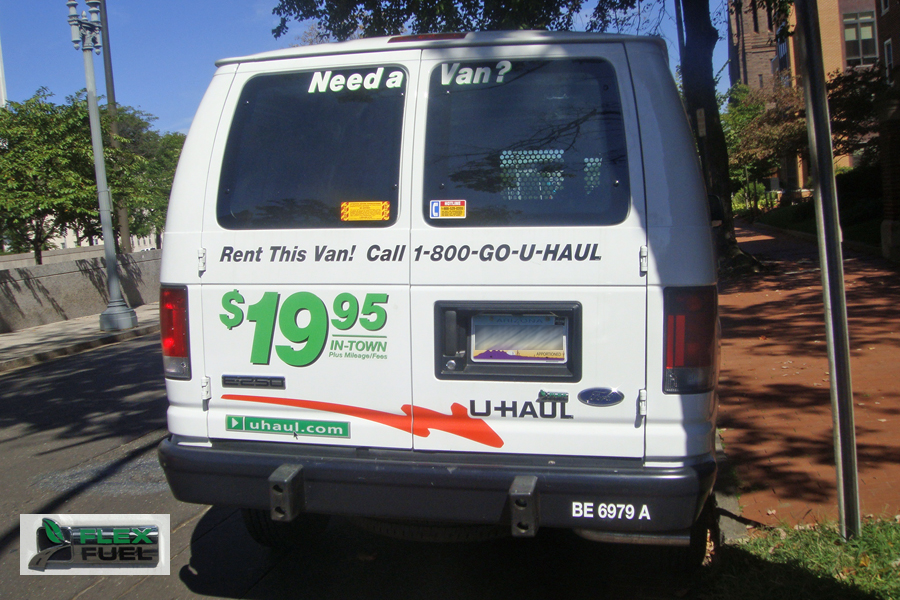
Furgoneta Flexfuel E85 Ford E-250.

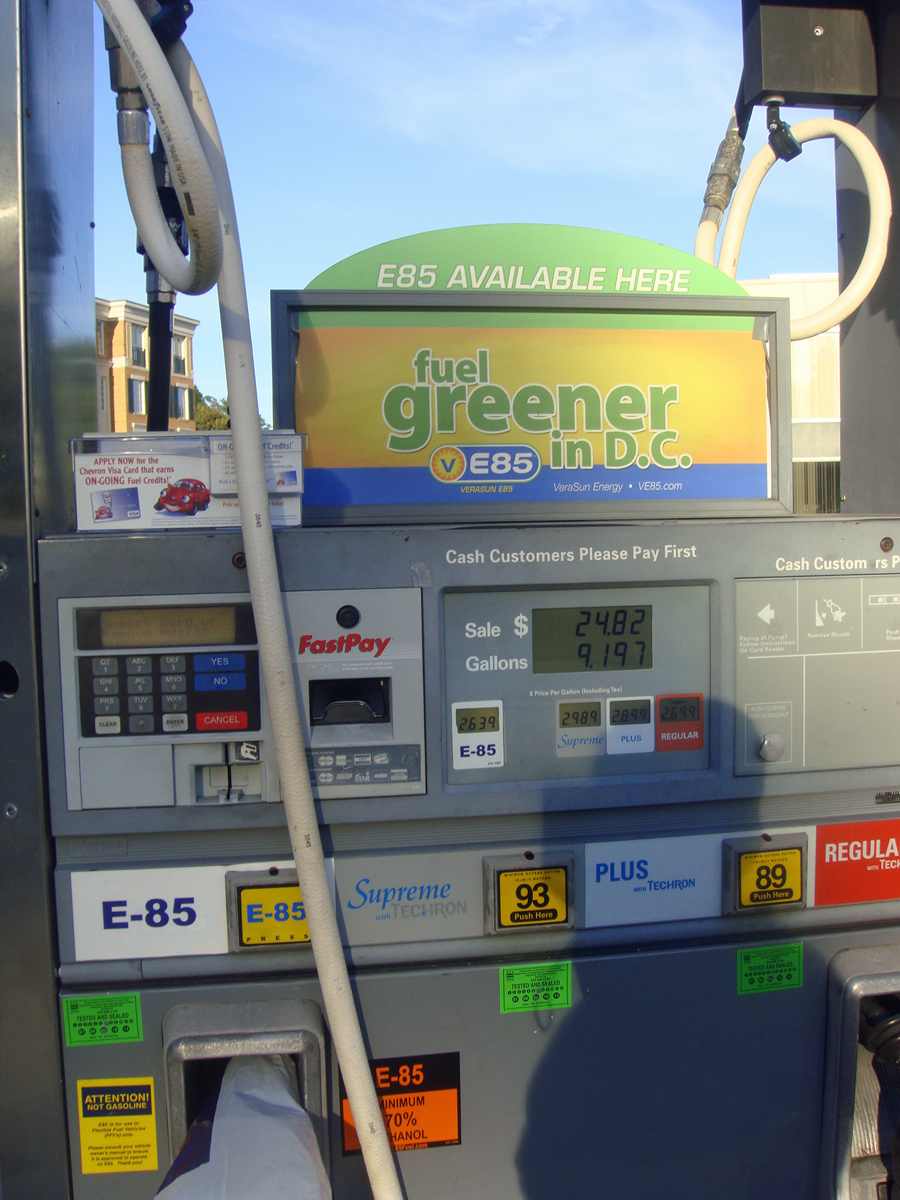
Bomba para la venta de E85 para vehículos flex en una estación de gasolina convencional.

En un ejemplo presentado por la National Highway Traffic Safety Administration (NHTSA), la agencia responsable por establecer los estándares CAFE, el tratamiento especial otorgado a los vehículos de combustible alternativo, "convierte un vehículo de dos combustibles que promedia 25 mpg con gasolina o diésel... a uno que alcanza un valor de 40 mpg para efectos de CAFE." El estándar CAFE en 2007 era de 27,5 mpg para automóviles y 22,2 mpg para vehículos de carga liviana." Al final de 2007, los estándares CAFE fueron actualizados por primera vez en 30 años, a través del Acta de Seguridad e Independencia Energética de 2007, que estableció que la economía de combustible debe alcanzar 35 mpg en el año 2020.
Una restricción importante que impide una venta más amplia de vehículos flex E85 y del combustible E85 es la limitación de la infraestructura existente para la distribución y venta del combustible E85. Hasta julio de 2008 solo había 1.706 estaciones de gasolina vendiendo E85 al público en todo el territorio estadounidense, con una fuerte concentración de estaciones E85 en los estados que pertenecen al Cinturón del Maíz, encabezados por Minnesota con 353 estaciones, seguido por Illinois con 181 y Wisconsin con 114. En contraste, Brasil, que tiene una flota de automotor cinco veces menor, cuenta con 33.000 estaciones de gasolina con por lo menos un dispensador para vender etanol, con cobertura de todo el territorio brasileño. La mayor barrera para una rápida expansión de la red de venta del combustible E85 es la necesidad de que los puestos de gasolina cuenten con tanques de almacenamiento exclusivos para el etanol y el costo de cada tanque es de cerca de USD 60.000.

#### Eventos recientes
Las tres grandes fabricantes estadounidenses, Chrysler, General Motors y Ford, se han comprometido a fabricar 50 por ciento de toda su línea de vehículos como modelos de combustible flexible para el año 2012, condicionado al desarrollo de suficiente infraestructura para la distribución y venta del combustible E85.
El nuevo híbrido enchufable Chevrolet Volt desarrollado por General Motors, programado para ser lanzado en el mercado norteamericano en 2010, aprovechará la tecnología E-Flex que actualmente utiliza la GM en sus vehículos flex E85 como una de las opciones disponibles para recargar las baterías del motor eléctrico.
El Presidente Barack Obama se comprometió durante la campaña electoral a reducir en forma significativa el consumo de petróleo como parte de su futura política energética. Entre las medidas anunciadas estaba la creación de incentivos para desarrollar vehículos de tecnología avanzada, ampliar el uso de vehículos híbridos y hacer obligatorio, antes del final de su mandato, la fabricación de todos los vehículos nuevos con capacidad de funcionar como vehículos de combustible flexible. En mayo de 2009, Barack Obama firmó una Directiva Presidencial con el propósito de promover la investigación de biocombustibles y mejorar su comercialización. El grupo de trabajo creado mediante esta directiva debe desarrollar un plan para aumentar el uso de los vehículos de combustible flexible y facilitar la dotación de la infraestructura necesaria para mejorar la distribución y aumentar el número de estaciones de gasolina con disponibilidad de E85 en todo el país.

### Europa

#### Suecia
| 2001                                                                | 717    | 2006    | 25.868  |
| 2002                                                                | 1.926  | 2007    | 35.499  |
| 2003                                                                | 1.669  | 2008    | 57.628  |
| 2004                                                                | 1.074  | 2009(1) | 154.785 |
| 2005                                                                | 17.232 | Total   | 296.398 |
| Fuente: BioAlcohol Fuel Foundation (BAFF). (1) Hasta abril de 2009. |        |         |         |

Los vehículos flex fueron introducidos en Suecia como un proyecto piloto en 1994, cuando tres automóviles Ford Taurus fueron importados para demostrar que la tecnología existía y funcionaba adecuadamente. Debido al interés que despertó esta experiencia, en 1995 se inició un proyecto con 50 autos flex Ford Taurus en diferentes partes de Suecia: Umea, Örnsköldsvik, Härnösand, Estocolmo, Karlstad, Linköping, y Växjö. Entre 1997 y 1998 se importaron Taurus adicionales, y el número de estaciones de abastecimiento con etanol llegó a 40. En 1998, la ciudad de Estocolmo hizo una solicitud de 2.000 vehículos flex para cualquier fabricante dispuesto a producirlos. El objetivo era dar el impulso inicial a la industria de vehículos flexibles E85 en Suecia, pero los dos fabricantes de autos locales, el Grupo Volvo y Saab AB, se rehusaron a participar argumentando que no existían suficientes estaciones de abastecimiento de etanol en el país. El reto fue aceptado por la fabricante Ford Motor Company, que comenzó a importar las versiones flexifuel de su modelo Focus. En 2001 se entregaron los primeros vehículos, y se llegaron a vender más de 15.000 Focus flex hasta 2005, llegando a representar un 80% del segmento de mercado de vehículos de combustible flexible.
En 2005 Volvo y Saab introdujeron en el mercado sueco sus modelos flexifuel. Saab inicialmente lanzó su 9-5 2.0 Biopower, seguido en 2006 por el 9-5 2.3 Biopower. Volvo introdujo su S40 y V50 con motores de combustible flexible, seguidos al final de 2006 por el nuevo C30. Inicialmente todos los modelos Volvo estuvieron restringido al mercado sueco, hasta que en 2007 estos tres modelos fueron lanzados en ocho mercados europeos. En 2007, Saab también comenzó a vender una versión BioPower de su popular línea Saab 9-3. En 2008 Cadillac BLS fue introducido con motor compatible con combustible E85, mientras que Volvo lanzó el V70 con un motor de combustible flexible turbo cargado de 2,5 litros.

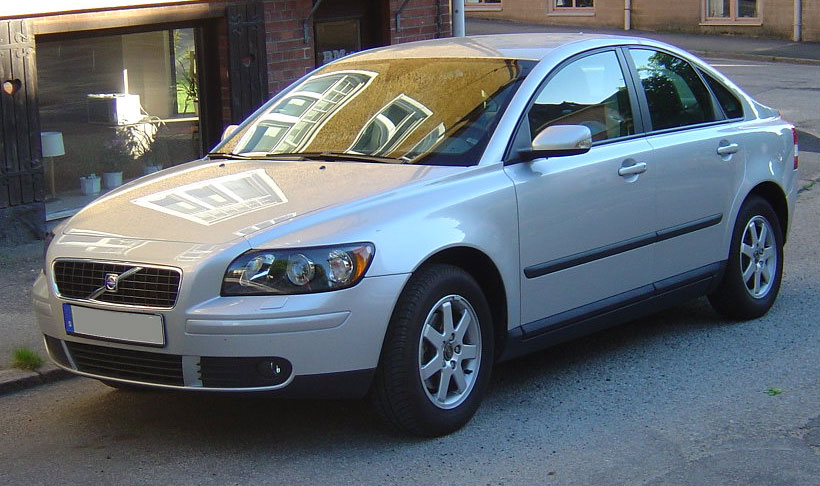
El Volvo FlexiFuel S40 modelo 2005 fue el primer vehículo flexible E85 disponible en Suecia producido por la industria local. El Volvo FlexiFuel hoy ya es distribuido en el mercado europeo.

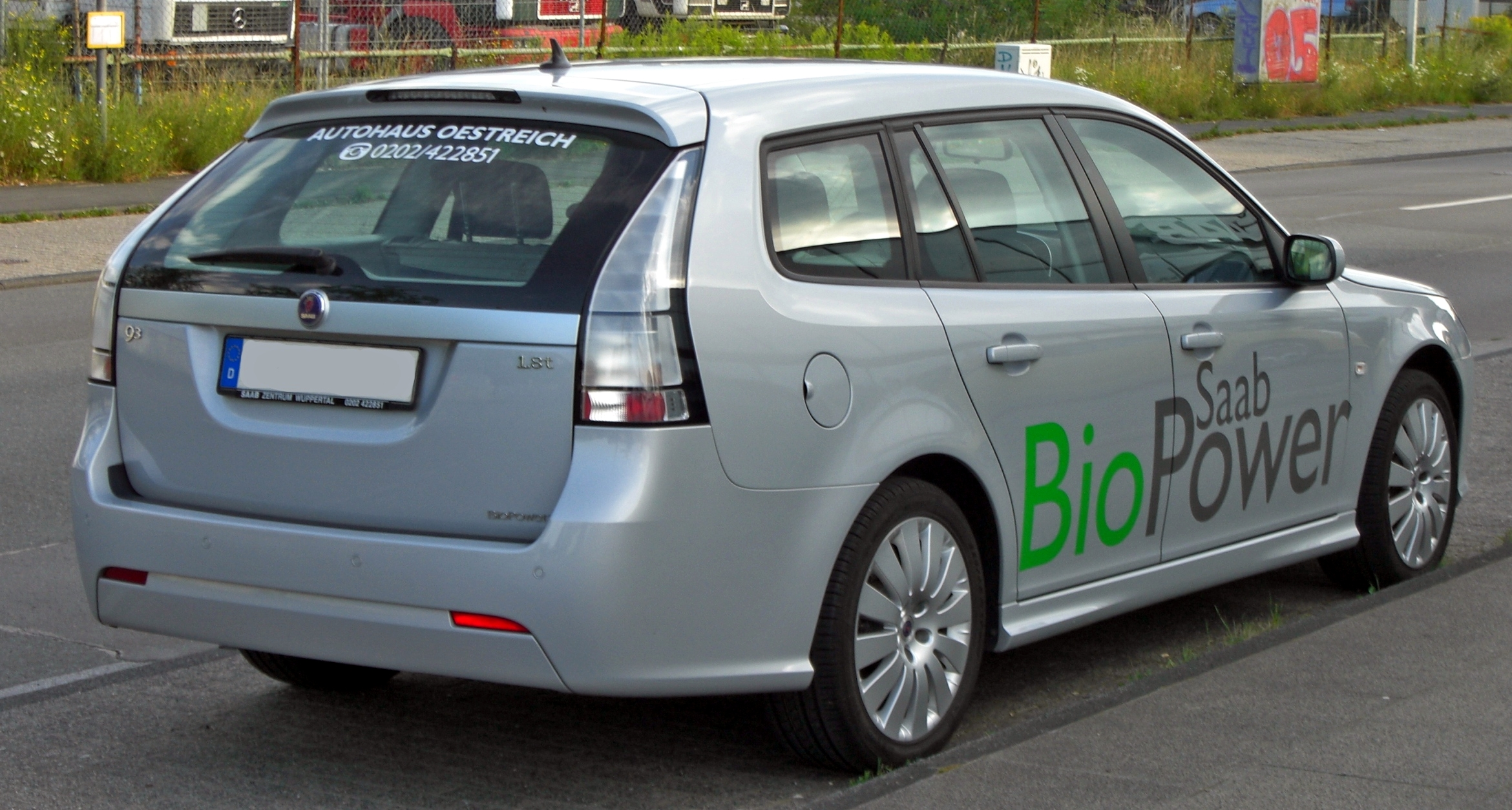
El Saab 9-3 SportComi BioPower fue el segundo modelo flexifuel E85, lanzado en el mercado sueco en 2007.

Todos los vehículos flex en Suecia utilizan combustible E75 en sustitución del E85 durante el invierno para evitar problemas de arranque del motor ocasionados por el clima frío. Esta mezcla fue introducida desde el invierno 2006-07, y el E75 sustituye al E85 desde noviembre hasta marzo. Para temperaturas inferiores a menos 15 °C, los vehículos flex E85 requieren un calentador del bloque del motor. Otra opción es colocar gasolina pura en el tanque cuando se esperan temperaturas extremas, de este modo se logra reducir el contenido de etanol de la mezcla por debajo del 75%, o alternativamente, no utilizar E85 cuando se esperan eventos de temperatura extremadamente bajas.
Suecia tiene la mayor flota de vehículos de combustible flexible E85 de Europa, con un rápido crecimiento que le permitió pasar de 717 vehículos en 2001 para 311.122 vehículos flex hasta agosto de 2009. El acelerado crecimiento de la flota sueca de vehículos "flexifuel", como son popularmente conocidos en Europa, es el resultado de la Ley de Política Nacional de Cooperación sobre el Clima Global aprobada en 2005, la cual no solo ratificó el Protocolo de Kioto sino que también busca el cumplimiento de la directiva sobre biocombustibles de la Unión Europea de 2003, que establece metas específicas sobre el uso de biocombustibles, y que llevaron al compromiso del gobierno sueco de eliminar la importación de petróleo antes de 2020.
El gobierno sueco implantó varios incentivos con el propósito de alcanzar estas metas. El etanol, así como los otros biocombustibles, fueron exonerados hasta 2009 del pago de los impuestos de energía y de emisiones de CO2, lo que se tradujo en una disminución del 30% en el precio al consumidor del combustible E85 con respecto a la gasolina. Además, fueron instituidos otros incentivos para los propietarios de vehículos incluyendo un bono de USD 1.800 a los compradores de vehículos "flexifuel"; exoneración del pago de la tarifa de congestión de Estocolmo; hasta un 20% de descuento en las primas de seguros de automóvil; espacios de estacionamiento gratis en la mayoría de las grandes ciudades del país; pago de derechos de circulación anual reducidos; y una deducción de impuestos del 20% para las flotas vehiculares "flexifuel" de las empresas. Como parte de este programa, el gobierno sueco estableció que el 25% de sus compras de vehículos nuevos (excluyendo vehículos policiales, ambulancias y vehículos de bomberos) debe ser vehículos de combustible alternativo. Este conjunto de medidas permitió que para inicios de 2008, las ventas de vehículos "flexifuel" representara un 25% de todas las ventas de automóviles nuevos en el país.
Por el lado de la oferta, desde 2005 las estaciones de gasolina que venden más de 3 millones de litros de combustible al año fueron obligadas a vender por lo menos un tipo de biocombustible, lo que permitió que para agosto de 2008 ya existieran más de 1.200 estaciones vendiendo E85. A pesar del éxito de estas medidas y del rápido crecimiento de la flota "flexifuel", en 2007 los vehículos de combustible flexible apenas representaban un 2% de la flota vehicular de 4 millones registrada en Suecia.

#### Otros países europeos
| Estaciones en operación para abastecer E85 Unión Europea                                                              | Estaciones en operación para abastecer E85 Unión Europea | Estaciones en operación para abastecer E85 Unión Europea | Estaciones en operación para abastecer E85 Unión Europea |
| País | Número de estaciones                                     | Año                                                      | Estaciones por millón de habitantes                      |
| --- | -------------------------------------------------------- | -------------------------------------------------------- | -------------------------------------------------------- |
| Suecia | 1.455                                                    | 2009                                                     | 131,26                                                   |
| Francia | 308                                                      | 2009                                                     | 3,27                                                     |
| Alemania | 270                                                      | 2009                                                     | 2,67                                                     |
| Suiza | 62                                                       | 2009                                                     | 5,27                                                     |
| Irlanda | 31                                                       | 2009                                                     | 5,84                                                     |
| Países Bajos | 29                                                       | 2009                                                     | 0.30                                                     |
| Reino Unido | 21                                                       | 2008                                                     | 0,34                                                     |
| Noruega | 19                                                       | 2009                                                     | 2,30                                                     |
| Hungría | 19                                                       | 2009                                                     | 1.3                                                      |
| Austria | 16                                                       | 2009                                                     | -                                                        |
| España | 15                                                       | 2009                                                     | 0,18                                                     |
| Nota: Solamente se muestran países con diez o más estaciones que venden E85 al público. Para otros países busque aquí |                                                          |                                                          |                                                          |

Los vehículos de combustible flexible, llamados "flexifuel" en Europa, son vendidos en 18 países, incluyendo Alemania, Austria, Bélgica, Dinamarca, España, Francia, Hungría, Irlanda, Italia, Holanda, Noruega, Polonia, el Reino Unido, República Checa, Suecia y Suiza. Ford, Volvo y Saab son los principales fabricantes de autos "flexifuel" disponibles en el mercado europeo.
Por mucho tiempo el Ford Taurus fue el único vehículos de combustible flexible vendido en Suecia. Posteriormente fue reemplazado por el Ford Focus. En 2005 Saab comenzó a vender su modelo 9-5 2.0 Biopower, seguido en 2006 por el 9-5 2.3 Biopower, y Volvo sus modelos con motor flexible S40 y V50.

##### Alemania
En Alemania el énfasis en el uso de biocombustibles está orientado hacia el biodiésel, y no existen incentivos específicos otorgados a los vehículos flex E85, sin embargo, está en vigor una exención total de impuestos para todos los biocombustibles mientras que se aplica un impuesto de € 0,65 por litro para los combustibles derivados del petróleo. La distribución de E85 comenzó en 2005, y con 219 estaciones vendiendo E85 hasta septiembre de 2008, Alemania clasifica segunda atrás de Suecia como el país que tiene más estaciones de servicio con E85 disponible en la Unión Europea.
En enero de 2008 el precio al consumidor del combustible E85 era de € 0,95 por litro, y para la gasolina (RON 95) era de € 1,37 por litro, precios que permiten un margen suficiente de ahorro para compensar por la menor economía del combustible del etanol. Ford lanzó el modelo Focus flexifuel desde agosto de 2005 en Alemania. En 2008 estaban disponibles en el mercado alemán los modelos E85 del Saab 9-5 y el Saab 9-3 Biopower, el Peugeot 308 Bioflex, el Citroën C4 Bioflex, el Audi A5, dos modelos del Cadillac BLS, y cinco modelos de Volvo.

##### España

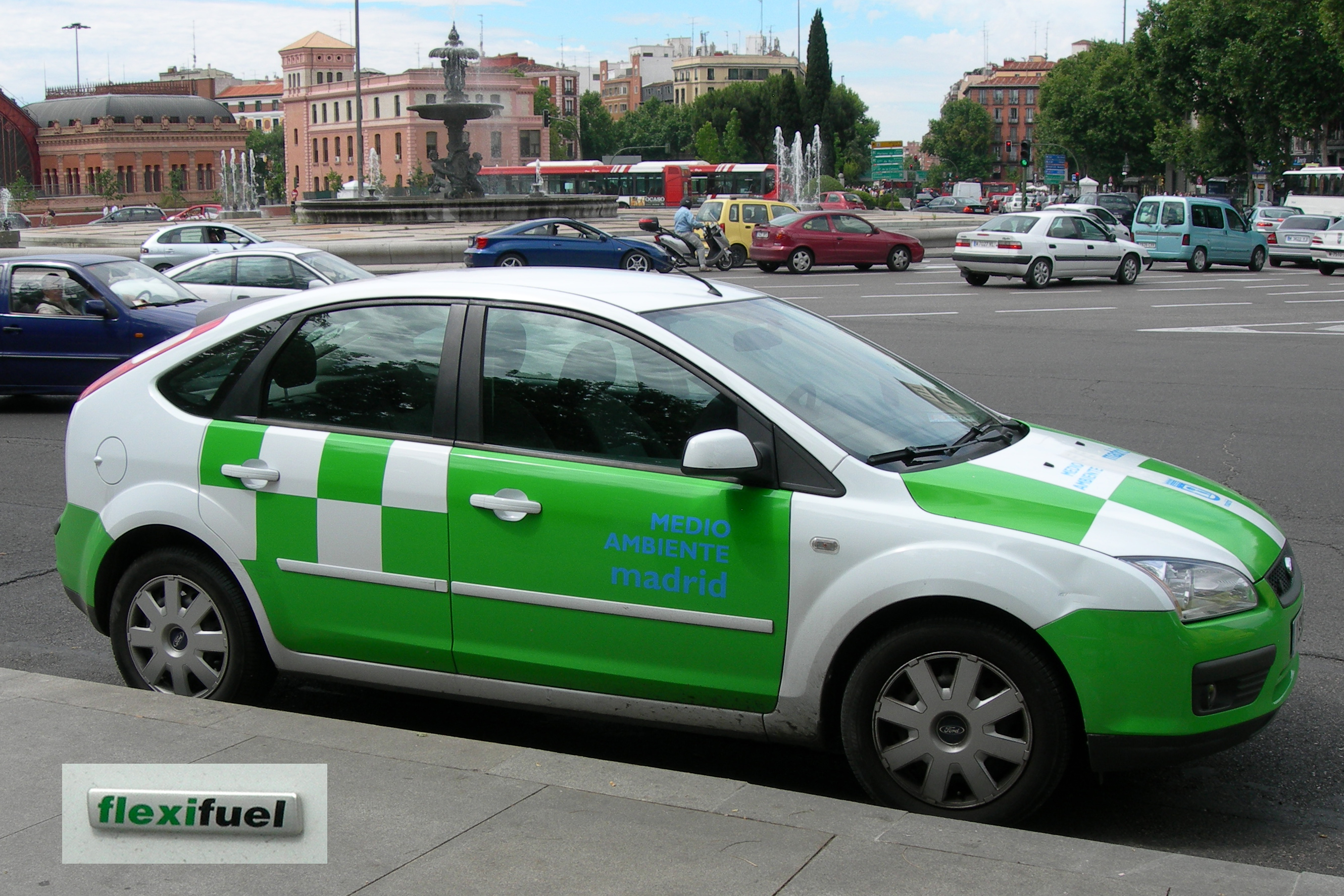
Ford Focus Flexifuel E85 en Madrid.

Los primeros vehículos flex fueron introducidos a finales de 2007, con la incorporación de 80 automóviles al Parque Móvil del Estado, la flota oficial de España. Como en ese momento el país contaba con solo tres estaciones dispensando combustible E85, fue necesario instalar una bomba de E85 en la estación oficial de abastecimiento de Madrid para atender a los vehículos de combustible flexible. A pesar de la introducción en el mercado español de varios modelos de vehículos flex, a finales de 2008 todavía persitía el problema de insuficiencia de estaciones surtidoras de combustible E85, contando con solo 10 estaciones de suministro público en todo el país.

##### Francia
Los vehículos que operan con biocombustibles en Francia disfrutan de fuertes incentivos fiscales, incluyendo una reducción en el impuesto a los vehículos nuevos que oscila entre 0 y 50%, y una reducción del 50% en el impuesto sobre las emisiones de CO2 que es aplicado en los vehículos nuevos. Para los vehículos de flota de las empresas existe una exención del impuesto aplicado a vehículos corporativos por 2 años y la recuperación de 80% del impuesto al Valor Agregado (IVA) para los vehículos flex E85. Los precios del combustible E85 son significativamente más bajos que los del diésel o la gasolina. En abril de 2007 el precio del litro de E85 era de € 0,80 mientras que el diésel cuestaba € 1,15 y la gasolina € 1,30 por litro. Hasta mayo de 2008, Francia contaba con 211 estaciones de gasolina vendiendo E85, a pesar de que el gobierno había anunciado planes para la implementación de hasta 500 puestos de distribución de E85 para finales de 2007. Los fabricantes de autos franceses Renault y PSA (Citroën & Peugeot) anunciaron que iniciarían ventas de sus modelos flex al inicio del verano de 2007.

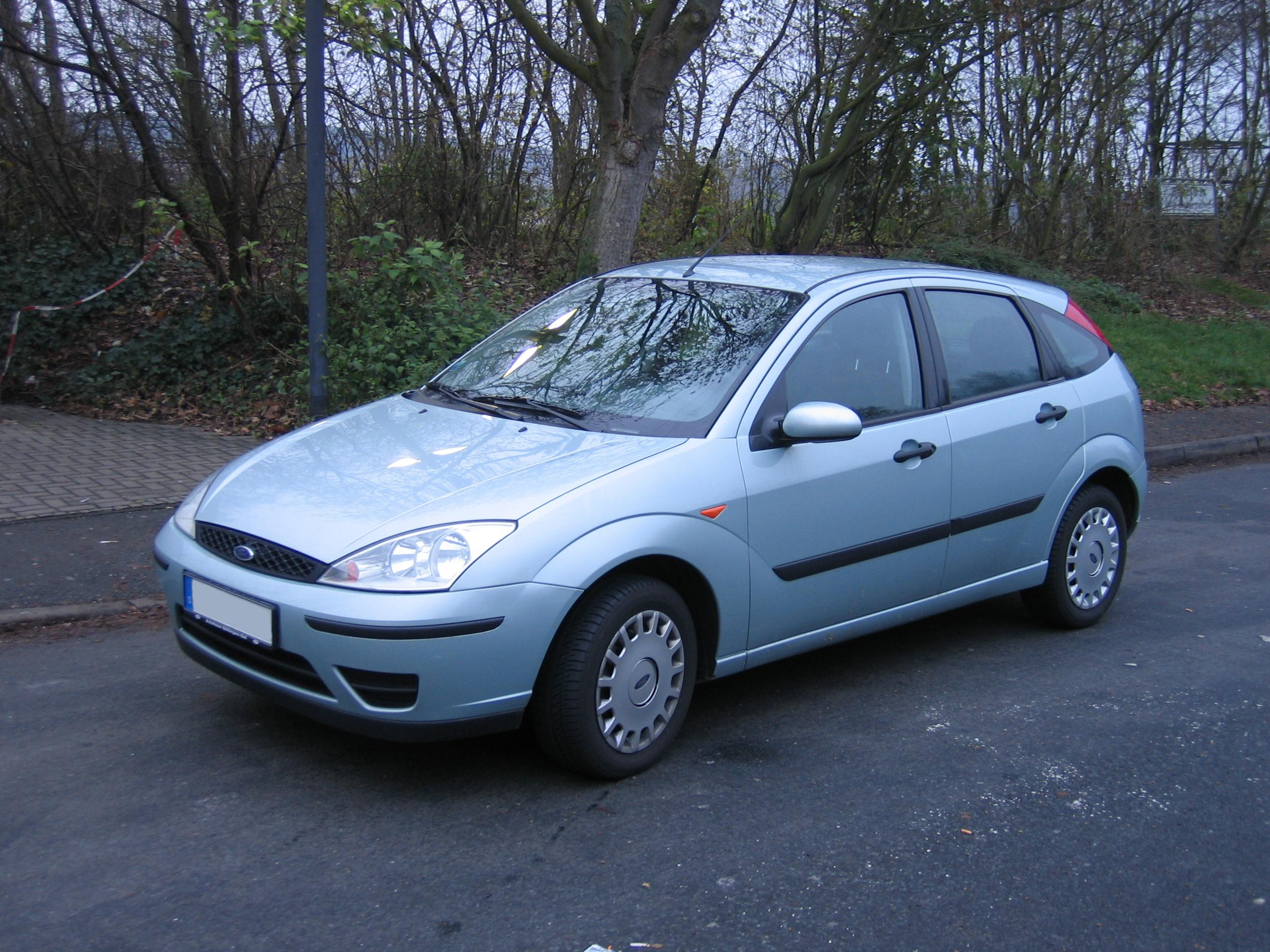
La versión "flexifuel" del Ford Focus fue el primero vehículo de combustible flexible E85 comercialmente disponible Suecia y luego en el mercado europeo.

##### Irlanda
Irlanda es el tercer mayor mercado en ventas de vehículos flex E85 en Europa, atrás de Suecia y Francia. El combustible E85 está disponible en todo el país en más de 20 estaciones de servicio Maxol. El bioetanol (E85) en Irlanda es fabricado de suero de leche que resulta como residuo de la producción de queso. El gobierno irlandés ha establecido varios incentivos para fomentar el uso de vehículos flex, incluyendo un 50% de descuento en los impuestos de registro del vehículo, los cuales representan en Irlandanda más de una tercera parte del valor de compra de un automóvil nuevo (alrededor de € 6500). El etanol utilizado para la mezcla del combustible E85 está exonerado de impuestos, lo que permite que los precios al consumidor sean suficientemente bajos para compensar el 25% de pérdida en economía de combustible de los vehículos flex E85. Los consumidores también pueden pedir reembolso del impuesto al valor agregado pagado en la compra del vehículo E85.
En octubre de 2005, el Ford Focus FFV 1.8 fue el primer vehículo de combustible flexible a ser comercializado en Irlanda. Posteriormente Ford lanzó al mercado los modelos flexifuel C-max y el Mondeo. Saab y Volvo también tienen modelos E85 disponibles en el mercado irlandés.

##### Reino Unido
El gobierno británico estableció varios incentivos para los vehículos flex E85, incluyendo reducción del impuesto al combustible. En el reino solo existe un pequeño número de estaciones de servicio vendiendo E85, y está limitado a los puestos de la cadena de supermercados Morrisons.
En 2005 el Ford Focus Flexi-Fuel fuel el primer vehículo flex vendido en el Reino Unido, a pesar de que las primeras estaciones con disponibilidad de E85 abrieron hasta 2006. Actualmente Volvo ofrece en el mercado inglés sus modelos S80, S40, C30, V50 y V70. Otros modelos disponibles en el reino son el C-Max Flexi-Fuel, y los modelos Saab 9-5 y 9-3 Flex-Fuel Biopower, así como el nuevo Saab Aero X BioPower E100 bioethanol.

### Otros países

#### Australia
En enero de 2007 General Motors importó un automóvil flex E85 Saab 9-5 Biopower como parte de una demostración para medir el interés en Australia por este tipo de vehículo. En el mismo año, Saab de Australia fue el primer fabricante local en producir un vehículo flex E85 para el mercado australiano, con el lanzamiento del Saab 9-5 BioPower. Un mes después fue lanzado el nuevo Saab 9-3 BioPower, convirtiéndose en el primer vehículo australiano en posibilitar a los usuarios tres opciones de combustible, E85, diésel o gasolina. La mayor red de estaciones de gasolina independiente de Australia, United Petroleum, anunció planes para instalar en el país las primeras bombas de combustible E85, una en Sídney y la otra en Melbourne.

#### Canadá
Como parte del mercado automovilístico norteamericano, en 2007 Canadá contaba con 51 modelos de vehículos flex E85, principalmente de Chrysler, Ford Motor Company y General Motors, incluyendo automóviles, vehículos deportivos utilitarios y pickups. En Canadá había en circulación cerca de 600.000 vehículos flex E85 al inicio de 2008, sin embargo, la mayoría de los propietarios no es consciente de que su vehículo tiene capacidad para usar el combustible E85, hecho ocasionado por la falta de identificación explícita de la naturaleza E85 del motor del vehículo. Solamente a partir de 2007 varios modelos del mercado norteamericano usan como distintivo la tapa del conducto de abastecimiento de combustible en color amarillo, escrita sobre la tapa la leyenda "E85/Gasoline". Otra restricción importante que impide un mayor uso del E85 es la falta de estaciones de gasolina que suministran ese combustible. A finales de 2007 solamente había dos estaciones con bombas públicas de abastecimiento de E85 en Ontario, ya que el E85 está disponible principalmente para flotas privadas de vehículos. Los principales insumos agrícolas usados en Canadá para la producción del combustible E85 son el maíz y el trigo.

#### Colombia
El 31 de marzo de 2009 el gobierno Colombiano decretó la introducción paulatina de vehículos de combustible flexible E85. La regulación aplica a todos los vehículos con motor a gasolina con cilindrada inferior a 2 litros que se fabriquen, ensamblen, importen, distribuyan y comercialicen en el país a partir del 1 de enero de 2012. El decreto ejecutivo establece que el 60% de tales vehículos deberán tener motores "flex-fuel" capaces de operar con gasolina o E85, o cualquier mezcla de ambos. En 2014 la provisión anual sube para 80% y alcanza el 100% en 2016. Todos los vehículos con cilindrada superior a 2 litros deberán soportar E85 a partir de 2013. El decreto también ordena que en 2011 la infraestructura de la cadena de distribución y venta al consumidor de gasolina deberá adaptarse para garantizar la venta de E85 en todo el país. La introducción obligatoria de los vehículos flex-fuel E85 causó controversia entre los fabricantes y vendedores de autos, así como de algunos productores que reclamaron que la industria no está en capacidad de suplir suficiente etanol para la nuevo flota E85.

#### Paraguay
Empresarios y autoridades del gobierno de Paraguay iniciaron negociaciones en 2007 con los fabricantes brasileños con el propósito de importar vehículos flex a etanol, con lo cual, Paraguay se convertiría en el primer destino de exportaciones brasileñas de sus vehículos de combustible flexible. En mayo de 2008 el gobierno paraguayo anunció un plan para exoner a los vehículos flex del pago de impuestos de importación. Este plan también incluye la compra de 20.000 flex automóviles flex en 2009 para uso de la flota oficial del gobierno.

#### Tailandia
En noviembre de 2008 comenzó en Tailandia la venta de vehículos de combustible flexible E85. Los primeros modelos disponibles fueron los Volvo S80 y C30. El S80 es ensamblado localmente y el C30 es importado. Antes del lanzamiento de los carros flex ya existían en Bangkok dos estaciones de gasolina con disponibilidad de E85 y se espera que aumenten para 15 durante 2009. En octubre de 2009 fue lanzado el Mitsubishi Lancer Ex convirtiéndose en el primer vehículo flexi-fuel E85 producido en Tailandia para el mercado en masa.

#### México
Introducir los vehículos de combustible flexible al país aún genera polémica debido a la ineficiencia y entorpecimiento por parte de los fabricantes de automóviles afincados en el país, los gobiernos local y federal que aún no deciden las normas que deberán seguirse para usar este tipo de vehículos ya sea en estándar Brasileño o Americano.
Brasil se ha comprometido en cierto modo a ayudar al país a desarrollar una economía sostenible en base al etanol para poder llegar al modelo brasileño que le ha permitido a lo largo de 30 años obtener mejores resultados en base al etanol.
No obstante algunas empresas independientes han comenzado una carrera por el mercado del Etanol en el país ante la incapacidad de PEMEX Para suministrar etanol o mezclas de gasohol, enseñándole al país que la tecnología de automóviles de combustible flexible llegó para quedarse sea del estándar que sea.
En las agencias automotrices de las marcas Chevrolet, Chrysler y Ford de la Frontera se han comenzado a vender Vehículos Flex de estándar Americano E85 Esto por la cercanía a dicha zona.
Muchas empresas han empezado a ofrecer kits de conversión a Etanol los cuales se instalan de manera sencilla, así un vehículo cualquiera puede ser transformado en un vehículo de combustible flexible dejándonos más opciones en cuanto a combustible se refiere. Esto pretende hacer que el gobierno ponga atención y nos brinde una alternativa en nuevos combustibles de manera rápida.

### Comparación entre los mercados líder
En el siguiente cuadro se comparan las características más importantes de los tres países que cuentan con las mayores flotas de vehículos flexibles que efectivamente utilizan etanol como combustible. Canadá tiene una flota de vehículos flex E85 mayor que la de Suecia, pero el limitado número de puestos de venta del E85 provoca que la gran mayoría de los vehículos flex canadienses operen con gasolina regular.
| Comparación de las características principales entre los mercados líder en el uso de vehículos de combustible flexible | Comparación de las características principales entre los mercados líder en el uso de vehículos de combustible flexible | Comparación de las características principales entre los mercados líder en el uso de vehículos de combustible flexible | Comparación de las características principales entre los mercados líder en el uso de vehículos de combustible flexible | Comparación de las características principales entre los mercados líder en el uso de vehículos de combustible flexible                                                                                             |
| --- | --- | --- | --- | --- |
| Característica | Brasil | Suecia | Estados Unidos | Comentarios/unidades |
| Tipo de vehículo flexible (etanol usado) | E20 a E100 | E85 | E85 | La mezcla oficial en Brasil es E20-E25. E85 de invierno es E70 en EUA y E75 en Suecia |
| Principal insumo para producir el etanol | Caña de azúcar | 80% importado | Maíz | En 2007 la mayor parte del etanol sueco fue importado, con un alto % de Brasil. |
| Total de vehículos flex-fuel producidos/vendidos | 16.3 millones | 228,522 | 10 millones(1) | Todas las flotas a diciembre de 2011. La flota brasileña incluye 1,5 millones de motocicletas flex fuel. Se estima que en 2009 solamente 504.297 vehículos flex utilizaron regularmente E85 en los Estados Unidos. |
| Vehículos flex como % del total registrado | 15.7% | 4,1% | 3,3% (0,16%)(1) | Brasil tiene 56 mi (mayo de 2009), Suecia tiene 4,4 mi (2008), y EUA tiene 244 mi (2007). |
| Estaciones de abastecimiento de etanol | 35.017 | 1.200 | 2.200 | Brasil, diciembre de 2007, Suecia, agosto de 2008 y EUA, septiembre de 2009. |
| Estaciones con etanol como % del total | 100% | 30% | 1% | Como % del total de estaciones de abastecimiento en el país. Datos para 2008. |
| Puestos abastecedores de etanol per cápita | 175,8 | 130,4 | 6,5 | Puestos por millón de habitantes, población est. a septiembre de 2008 (Ver población por país) |
| Precio del E85 o E100 (moneda local/unidad) | R$ 1.259/l | SEK 8.79/l | US$ 2.60/gal | Regiones seleccionadas.(2)São Paulo, Jun 2008, Suecia, Ene 2008, y Minnesota, Ago 2008. |
| Precio de la gasolina o E25 (moneda local/unidad) | R$ 2.385/l | SEK 11.99/l | US$ 3.70/gal | Precios en São Paulo (E25), Jun 2008, Suecia, Ene 2008, y Minnesota, Ago 2008. |
| Economía en el precio etanol/gasolina como % | 47,2%(2)(3) | 26,7%(3) | 29,7%(2)(3) | São Paulo, junio de 2008, Suecia, enero de 2008 y Minnesota, agosto de 2008. |
| Notas: (1) El número efectivo de vehículos flex E85 en EUA que realmente utilizan etanol como combustible es inferior al mostrado, ya que encuestas revelan que un 68% de los propietarios de E85 no son conscientes de que adquirieron un vehículo flex, y una encuesta nacional realizada en 2007 reveló que solo el 5% de los conductoras usan biocombustibles. (2) Los precios regionales tienen grande variación en Brasil y Estados Unidos. Los estados seleccionados para la comparación reflejan bajos precios al consumidor del etanol debido a que tanto São Paulo como Minnesota son los mayores cultivadores de materia prima y productores de etanol, por lo tanto, la comparación presentada es una de las más favorables para la relación de precios etanol/gasolina en cada país. Por ejemplo, la diferencia promedio de precios en EUA fue de 16,9% en agosto de 2008, y varió de un 35% en Indiana hasta un 3% en Utah. Ver más comparaciones de precios en otros estados de EUA en el sitio e85prices.com, y los costos anuales para vehículos flex modelo 2008 en www.fueleconomy.gov. (3) La gasolina brasileña paga altos impuestos (~54%), la producción de etanol en EUA es subsidiada (US$ 0.51/gal), y en Suecia el E85 está exento de impuestos del CO2 y energía hasta 2009 (~30% reducción precio). | | | | |

## Lista de vehículos flex disponibles comercialmente

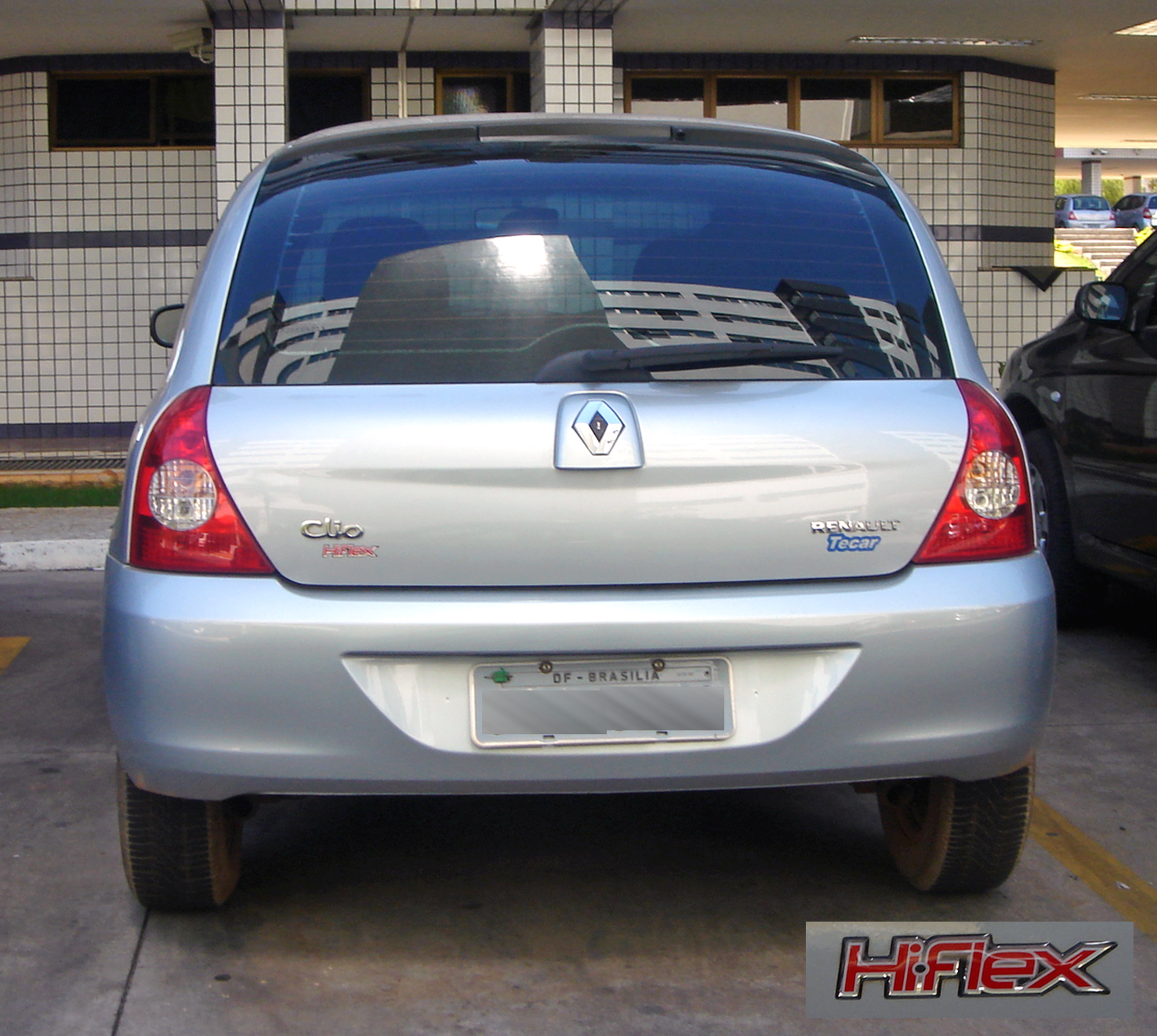
Renault Clio Hi-Flex.

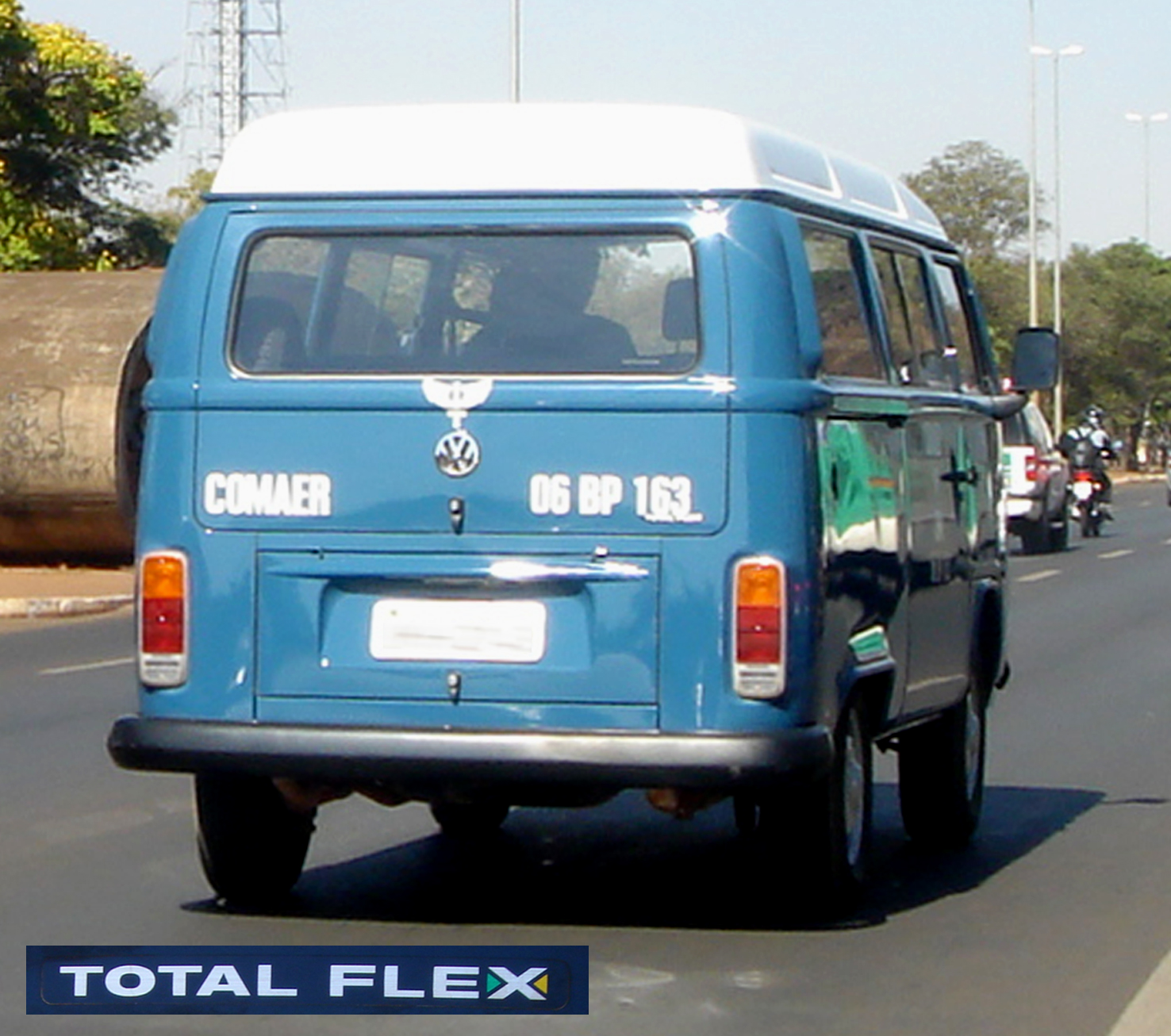
Volswagen Kombi TotalFlex.

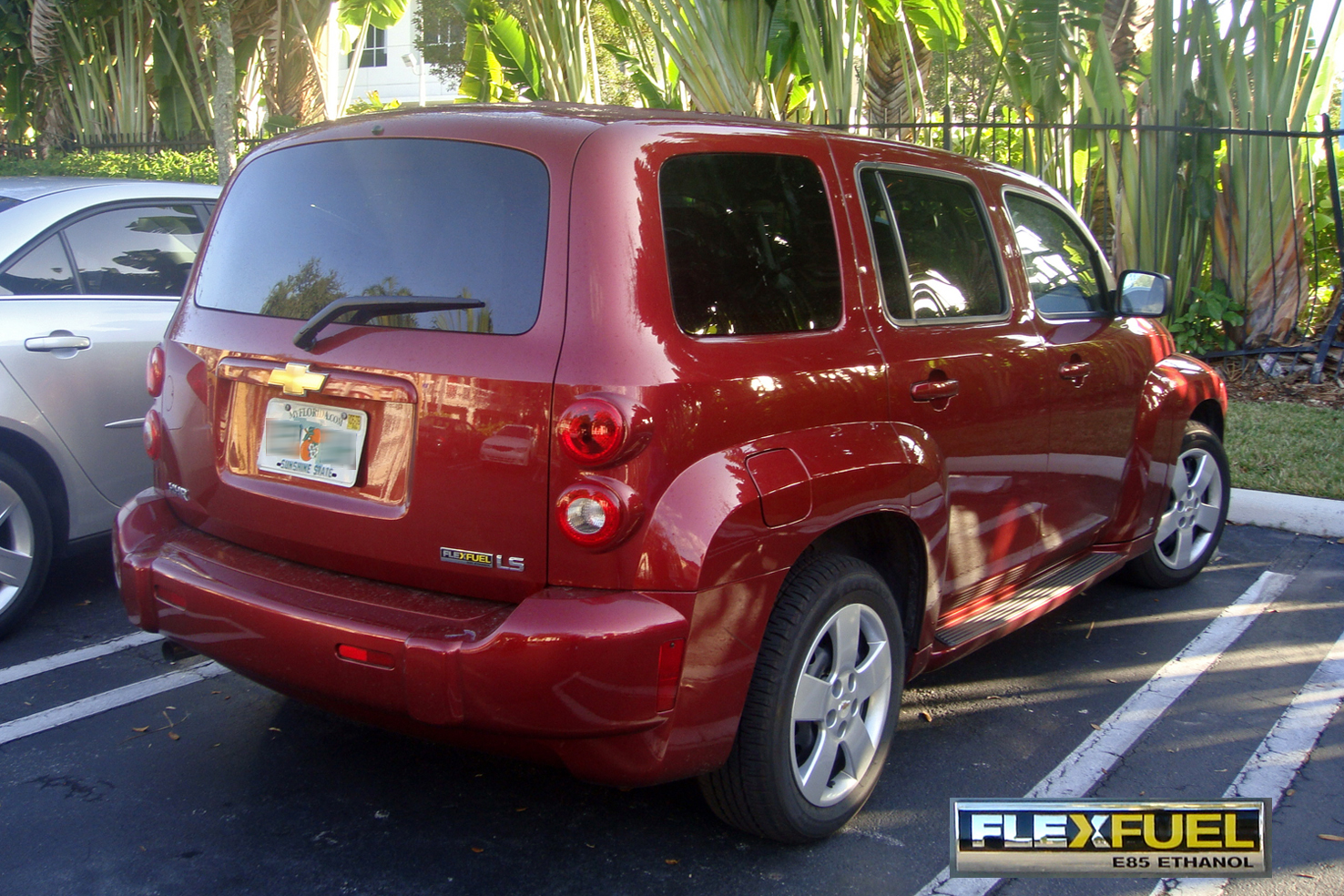
E85 FlexFuel Chevrolet HHR LS (USA).

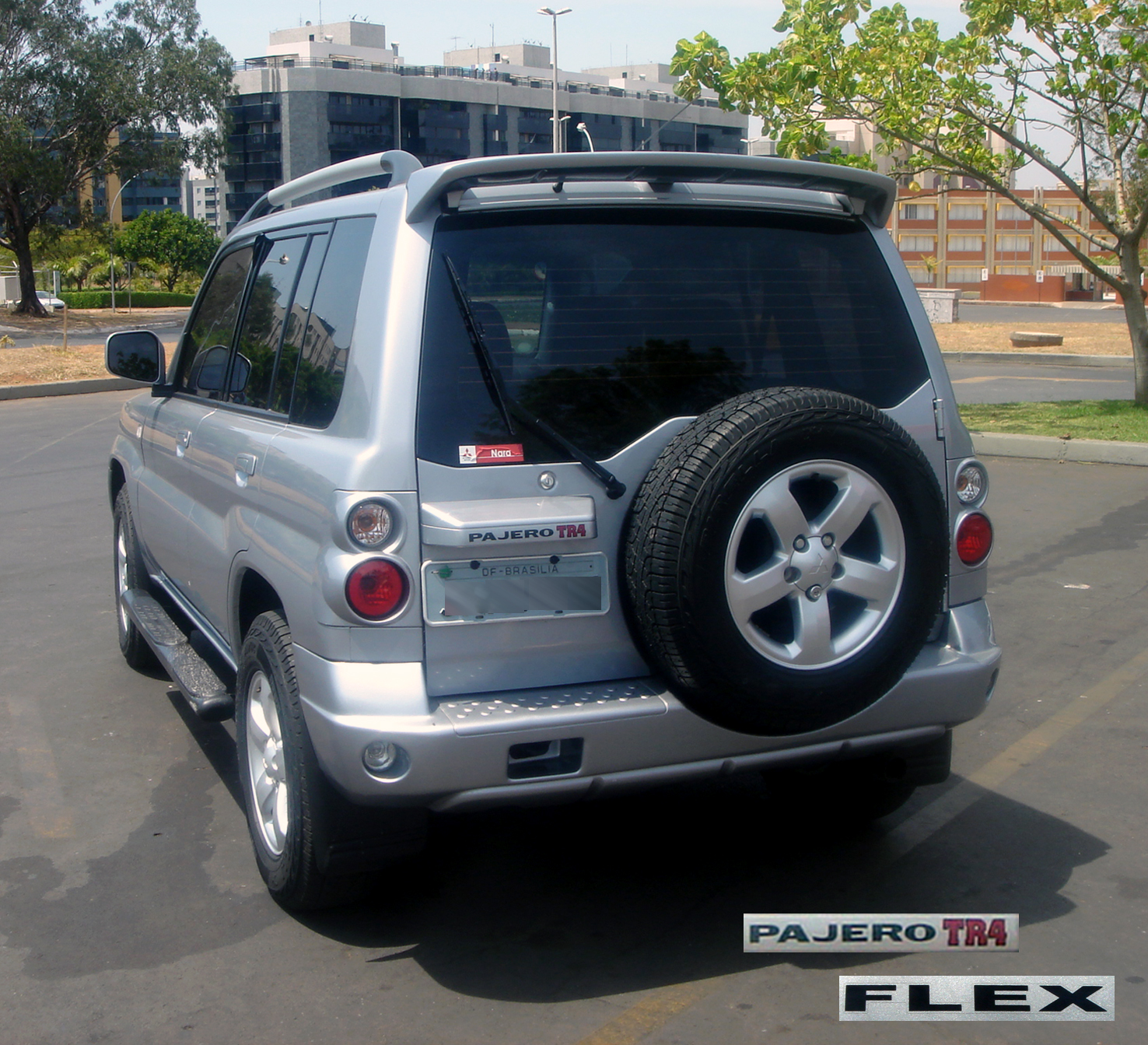
Mitsubishi Pajero TR4, disponible en Brasil con motor flex.

### Brasil
Todos los modelos son E100 (etanol hidratado):
- Chevrolet: Astra, Blazer, Celta, Classic, Corsa, Meriva, Montana, Prisma, S10, Vectra, Chevrolet Zafira.
- Citroën: C3, C4, C4 Pallas, Xsara Picasso.
- Fiat: Dobló, Línea, Idea, Mille, Palio, Palio Fire, Palio Weekend, Punto, Siena, Stilo, Strada, Uno.
- Ford: Courier, EcoSport, Fiesta, Focus, Ka.
- Honda: Civic, City, Fit. Motocicleta CG Titan.
- Mitsubishi: Pajero TR4 ("Pajero" en Brasil, Montero en otros países), Pajero Sport.
- Nissan: Livina, Sentra, Tiida.
- Peugeot: 206, 307.
- Renault: Clio, Kangoo, Grand Tour, Logan, Mégane, Sandero, Scénic, Symbol.
- Toyota Corolla VVT-i Flex y Fielder.
- Volkswagen: Bora, Combi, CrossFox, Fox, Volkswagen Gol, Golf, Parati, Polo, Saveiro, SpaceFox, Vogaye.

### Estados Unidos México
Todos los modelos son E85:
- General Motors: Chevrolet Avalanche, Silverado, Suburban, Tahoe (todos los modelos 2007 y 2008, y algunos 2002-2006), HHR, Impala 2006, Monte Carlo 2006, S-10 pick-up.
- Chrysler Sebring, Chrysler Town and Country, Chrysler Aspen
- Dodge Caravan, Durango, Grand Caravan, Ram, Stratus, Avenger, Dodge Dakota
- Ford: Crown Victoria, 2006 F-150, 1999-2000 Ranger, Grand Marquis, 1999-2001 Taurus, 2002-2004 Taurus 3.0, 2004-2005 Taurus 3.0 8V, Sport Trac XLT, Mercury Grand Marquis, Mercury Mountaineer, Lincoln Town Car, Mercury Sable
- GMC Sierra, Yukon
- Isuzu Hombre
- Jeep Commander, Jeep Grand Cherokee
- Mazda B3000 (modelos 1999 y 2001-2002)
- Mercedes-Benz Clase C: plataforma W204: C300 RWD automático 3.0L (2008); plataforma W203: C230 2.5L (2007), C240 2.6L RWD automático (2005), C320 3.2L (2003-2005)
- Nissan Titan

### Europa
Todos los modelos son E85:
- Audi: Audi A3 1.6e e-power E85
- Citroën C4 1.6/2.0 BioFlex, Citroën C5 2,0 BioFlex
- Ford: Focus, C-Max, Mondeo, S-Max, Galaxy.
- Koenigsegg CCXR
- Peugeot: 307 1.6 BioFlex, 308 1.6/2.0 BioFlex, 407 2.0 BioFlex
- Saab 9-5, Saab 9-3, Saab Aero-X 2.7T (concept), Saab BioPower Hybrid E100
- Skoda Octavia MultiFuel 1.6
- Volvo: C30 1.8F FlexiFuel, S40 1.8F FlexiFuel, V50 1.8F FlexiFuel, XC60 (concept), V70 2.0F FlexiFuel, S80 2.0F FlexiFuel

### Tailandia
- Mitsubishi: Mitsubishi Lancer Ex